# Lista de asteroides (274001-275000)
Esta é uma lista parcial de asteroides, do asteroide número 274001 até o 275000, inclusive. Veja também o índice com todas as listas disponíveis.

| Objeto Próximos à Terra | Cinturão de asteroides (interno) | Cinturão de asteroides (externo) | Centauro       |
| Cruzador de Marte       | Cinturão de asteroides (meio)    | Troianos de Júpiter              | Transnetuniano |

Veja mais dados de cada asteroide na ligação externa para o Minor Planet Center na última coluna.
Índice: 274001... 274101... 274201... 274301... 274401... 274501... 274601... 274701... 274801... 274901... 

## 274001–274100
| Designação       | Designação | Descoberta  | Descoberta        | Descobridor(es)       | Categoria | Mais informações / Referência |
| Permanente       | Provisória | Data        | Local             | Descobridor(es)       | Categoria | Mais informações / Referência |
| ---------------- | ---------- | ----------- | ----------------- | --------------------- | --------- | ----------------------------- |
| 274001           | 2007 PG1   | 4 ago 2007  | Great Shefford    | P. Birtwhistle        | —         | MPC                           |
| 274002           | 2007 PW12  | 8 ago 2007  | Socorro           | LINEAR                | —         | MPC                           |
| 274003           | 2007 PF17  | 9 ago 2007  | Dauban            | Chante-Perdrix Obs.   | Brangane  | MPC                           |
| 274004           | 2007 PS21  | 9 ago 2007  | Socorro           | LINEAR                | —         | MPC                           |
| 274005           | 2007 PX23  | 12 ago 2007 | Socorro           | LINEAR                | —         | MPC                           |
| 274006           | 2007 PJ38  | 14 ago 2007 | Socorro           | LINEAR                | —         | MPC                           |
| 274007           | 2007 PN39  | 15 ago 2007 | Altschwendt       | W. Ries               | —         | MPC                           |
| 274008           | 2007 PC41  | 13 ago 2007 | Socorro           | LINEAR                | —         | MPC                           |
| 274009           | 2007 PH45  | 10 ago 2007 | Kitt Peak         | Spacewatch            | —         | MPC                           |
| 274010           | 2007 PG46  | 10 ago 2007 | Kitt Peak         | Spacewatch            | Brangane  | MPC                           |
| 274011           | 2007 PA50  | 10 ago 2007 | Kitt Peak         | Spacewatch            | —         | MPC                           |
| 274012           | 2007 QY5   | 21 ago 2007 | Anderson Mesa     | LONEOS                | —         | MPC                           |
| 274013           | 2007 QB10  | 22 ago 2007 | Socorro           | LINEAR                | —         | MPC                           |
| 274014           | 2007 QS10  | 23 ago 2007 | Kitt Peak         | Spacewatch            | —         | MPC                           |
| 274015           | 2007 QS15  | 21 ago 2007 | Anderson Mesa     | LONEOS                | Ursula    | MPC                           |
| 274016           | 2007 RL4   | 3 set 2007  | Catalina          | CSS                   | —         | MPC                           |
| 274017           | 2007 RU4   | 3 set 2007  | Catalina          | CSS                   | —         | MPC                           |
| 274018           | 2007 RB6   | 5 set 2007  | Dauban            | Chante-Perdrix Obs.   | Brangane  | MPC                           |
| 274019           | 2007 RL15  | 12 set 2007 | Hibiscus          | S. F. Hönig, N. Teamo | —         | MPC                           |
| 274020 Skywalker | 2007 RW15  | 12 set 2007 | Taunus            | S. Karge, E. Schwab   | —         | MPC                           |
| 274021           | 2007 RB18  | 12 set 2007 | Gaisberg          | R. Gierlinger         | —         | MPC                           |
| 274022           | 2007 RZ18  | 13 set 2007 | Dauban            | Chante-Perdrix Obs.   | —         | MPC                           |
| 274023           | 2007 RE21  | 3 set 2007  | Catalina          | CSS                   | —         | MPC                           |
| 274024           | 2007 RK21  | 3 set 2007  | Catalina          | CSS                   | —         | MPC                           |
| 274025           | 2007 RM22  | 3 set 2007  | Catalina          | CSS                   | —         | MPC                           |
| 274026           | 2007 RT29  | 4 set 2007  | Catalina          | CSS                   | —         | MPC                           |
| 274027           | 2007 RE50  | 9 set 2007  | Kitt Peak         | Spacewatch            | —         | MPC                           |
| 274028           | 2007 RF77  | 10 set 2007 | Mount Lemmon      | Mount Lemmon Survey   | —         | MPC                           |
| 274029           | 2007 RS91  | 10 set 2007 | Mount Lemmon      | Mount Lemmon Survey   | —         | MPC                           |
| 274030           | 2007 RH95  | 10 set 2007 | Kitt Peak         | Spacewatch            | —         | MPC                           |
| 274031           | 2007 RE113 | 11 set 2007 | Kitt Peak         | Spacewatch            | —         | MPC                           |
| 274032           | 2007 RL124 | 12 set 2007 | Mount Lemmon      | Mount Lemmon Survey   | Pallas    | MPC                           |
| 274033           | 2007 RG134 | 12 set 2007 | Catalina          | CSS                   | Ursula    | MPC                           |
| 274034           | 2007 RH137 | 14 set 2007 | Mount Lemmon      | Mount Lemmon Survey   | —         | MPC                           |
| 274035           | 2007 RR144 | 14 set 2007 | Socorro           | LINEAR                | —         | MPC                           |
| 274036           | 2007 RM164 | 10 set 2007 | Kitt Peak         | Spacewatch            | —         | MPC                           |
| 274037           | 2007 RG188 | 9 set 2007  | Anderson Mesa     | LONEOS                | —         | MPC                           |
| 274038           | 2007 RY208 | 10 set 2007 | Kitt Peak         | Spacewatch            | —         | MPC                           |
| 274039           | 2007 RL211 | 11 set 2007 | Mount Lemmon      | Mount Lemmon Survey   | —         | MPC                           |
| 274040           | 2007 RZ215 | 12 set 2007 | Kitt Peak         | Spacewatch            | —         | MPC                           |
| 274041           | 2007 RL246 | 12 set 2007 | Kitt Peak         | Spacewatch            | —         | MPC                           |
| 274042           | 2007 RJ275 | 6 set 2007  | Siding Spring     | SSS                   | —         | MPC                           |
| 274043           | 2007 RU279 | 8 set 2007  | Siding Spring     | SSS                   | —         | MPC                           |
| 274044           | 2007 RY279 | 9 set 2007  | Anderson Mesa     | LONEOS                | —         | MPC                           |
| 274045           | 2007 RQ295 | 14 set 2007 | Mount Lemmon      | Mount Lemmon Survey   | —         | MPC                           |
| 274046           | 2007 RP310 | 6 set 2007  | Siding Spring     | SSS                   | —         | MPC                           |
| 274047           | 2007 RX311 | 5 set 2007  | Anderson Mesa     | LONEOS                | —         | MPC                           |
| 274048           | 2007 RC312 | 11 set 2007 | Catalina          | CSS                   | —         | MPC                           |
| 274049           | 2007 RK315 | 9 set 2007  | Mount Lemmon      | Mount Lemmon Survey   | —         | MPC                           |
| 274050           | 2007 RT319 | 13 set 2007 | Socorro           | LINEAR                | —         | MPC                           |
| 274051           | 2007 RC321 | 13 set 2007 | Socorro           | LINEAR                | —         | MPC                           |
| 274052           | 2007 SC1   | 19 set 2007 | Mayhill           | A. Lowe               | —         | MPC                           |
| 274053           | 2007 SM20  | 25 set 2007 | Mount Lemmon      | Mount Lemmon Survey   | —         | MPC                           |
| 274054           | 2007 TA9   | 6 out 2007  | Bergisch Gladbach | W. Bickel             | —         | MPC                           |
| 274055           | 2007 TW18  | 9 out 2007  | Catalina          | CSS                   | —         | MPC                           |
| 274056           | 2007 TP24  | 11 out 2007 | Eskridge          | G. Hug                | Juno      | MPC                           |
| 274057           | 2007 TW58  | 5 out 2007  | Kitt Peak         | Spacewatch            | —         | MPC                           |
| 274058           | 2007 TD69  | 13 out 2007 | Altschwendt       | W. Ries               | —         | MPC                           |
| 274059           | 2007 TB95  | 7 out 2007  | Catalina          | CSS                   | —         | MPC                           |
| 274060           | 2007 TF111 | 8 out 2007  | Catalina          | CSS                   | Juno      | MPC                           |
| 274061           | 2007 TC135 | 8 out 2007  | Kitt Peak         | Spacewatch            | —         | MPC                           |
| 274062           | 2007 TH147 | 7 out 2007  | Socorro           | LINEAR                | —         | MPC                           |
| 274063           | 2007 TZ149 | 9 out 2007  | Socorro           | LINEAR                | —         | MPC                           |
| 274064           | 2007 TM274 | 11 out 2007 | Kitt Peak         | Spacewatch            | —         | MPC                           |
| 274065           | 2007 TR283 | 8 out 2007  | Mount Lemmon      | Mount Lemmon Survey   | —         | MPC                           |
| 274066           | 2007 TB287 | 11 out 2007 | Mount Lemmon      | Mount Lemmon Survey   | —         | MPC                           |
| 274067           | 2007 TZ421 | 15 out 2007 | Catalina          | CSS                   | Juno      | MPC                           |
| 274068           | 2007 TN428 | 11 out 2007 | Catalina          | CSS                   | —         | MPC                           |
| 274069           | 2007 VU188 | 12 nov 2007 | Socorro           | LINEAR                | —         | MPC                           |
| 274070           | 2007 VL193 | 4 nov 2007  | Mount Lemmon      | Mount Lemmon Survey   | —         | MPC                           |
| 274071           | 2007 XE4   | 3 dez 2007  | Catalina          | CSS                   | —         | MPC                           |
| 274072           | 2007 XM17  | 8 dez 2007  | Bisei SG Center   | BATTeRS               | —         | MPC                           |
| 274073           | 2007 XH32  | 15 dez 2007 | Catalina          | CSS                   | —         | MPC                           |
| 274074           | 2007 XO33  | 10 dez 2007 | Socorro           | LINEAR                | —         | MPC                           |
| 274075           | 2007 XV38  | 13 dez 2007 | Socorro           | LINEAR                | —         | MPC                           |
| 274076           | 2007 YW21  | 16 dez 2007 | Kitt Peak         | Spacewatch            | —         | MPC                           |
| 274077           | 2007 YK34  | 28 dez 2007 | Kitt Peak         | Spacewatch            | —         | MPC                           |
| 274078           | 2007 YT43  | 30 dez 2007 | Kitt Peak         | Spacewatch            | —         | MPC                           |
| 274079           | 2008 AE25  | 10 jan 2008 | Mount Lemmon      | Mount Lemmon Survey   | —         | MPC                           |
| 274080           | 2008 AJ25  | 10 jan 2008 | Mount Lemmon      | Mount Lemmon Survey   | Mitidika  | MPC                           |
| 274081           | 2008 AB33  | 11 jan 2008 | Kitt Peak         | Spacewatch            | —         | MPC                           |
| 274082           | 2008 AM60  | 11 jan 2008 | Kitt Peak         | Spacewatch            | —         | MPC                           |
| 274083           | 2008 AK85  | 13 jan 2008 | Kitt Peak         | Spacewatch            | —         | MPC                           |
| 274084 Baldone   | 2008 AU101 | 3 jan 2008  | Baldone           | K. Černis, I. Eglītis | —         | MPC                           |
| 274085           | 2008 AF112 | 12 jan 2008 | Catalina          | CSS                   | Juno      | MPC                           |
| 274086           | 2008 BN23  | 31 jan 2008 | Mount Lemmon      | Mount Lemmon Survey   | Mitidika  | MPC                           |
| 274087           | 2008 BF40  | 31 jan 2008 | Catalina          | CSS                   | Juno      | MPC                           |
| 274088           | 2008 BT49  | 19 jan 2008 | Mount Lemmon      | Mount Lemmon Survey   | —         | MPC                           |
| 274089           | 2008 CA16  | 3 fev 2008  | Kitt Peak         | Spacewatch            | —         | MPC                           |
| 274090           | 2008 CJ52  | 7 fev 2008  | Kitt Peak         | Spacewatch            | —         | MPC                           |
| 274091           | 2008 CE63  | 8 fev 2008  | Kitt Peak         | Spacewatch            | Juno      | MPC                           |
| 274092           | 2008 CZ71  | 9 fev 2008  | Socorro           | LINEAR                | —         | MPC                           |
| 274093           | 2008 CO73  | 6 fev 2008  | Catalina          | CSS                   | —         | MPC                           |
| 274094           | 2008 CS91  | 8 fev 2008  | Kitt Peak         | Spacewatch            | —         | MPC                           |
| 274095           | 2008 CQ94  | 8 fev 2008  | Mount Lemmon      | Mount Lemmon Survey   | —         | MPC                           |
| 274096           | 2008 CZ115 | 10 fev 2008 | Mount Lemmon      | Mount Lemmon Survey   | —         | MPC                           |
| 274097           | 2008 CS135 | 8 fev 2008  | Kitt Peak         | Spacewatch            | —         | MPC                           |
| 274098           | 2008 CA149 | 9 fev 2008  | Mount Lemmon      | Mount Lemmon Survey   | —         | MPC                           |
| 274099           | 2008 CF172 | 12 fev 2008 | Siding Spring     | SSS                   | Juno      | MPC                           |
| 274100           | 2008 CX174 | 13 fev 2008 | Anderson Mesa     | LONEOS                | —         | MPC                           |

## 274101–274200
| Designação          | Designação | Descoberta  | Descoberta   | Descobridor(es)     | Categoria | Mais informações / Referência |
| Permanente          | Provisória | Data        | Local        | Descobridor(es)     | Categoria | Mais informações / Referência |
| ------------------- | ---------- | ----------- | ------------ | ------------------- | --------- | ----------------------------- |
| 274101              | 2008 CG181 | 10 fev 2008 | Catalina     | CSS                 | —         | MPC                           |
| 274102              | 2008 CF195 | 9 fev 2008  | Mount Lemmon | Mount Lemmon Survey | —         | MPC                           |
| 274103              | 2008 CJ195 | 10 fev 2008 | Mount Lemmon | Mount Lemmon Survey | —         | MPC                           |
| 274104              | 2008 CK199 | 13 fev 2008 | Mount Lemmon | Mount Lemmon Survey | Mitidika  | MPC                           |
| 274105              | 2008 DC4   | 26 fev 2008 | Wildberg     | R. Apitzsch         | —         | MPC                           |
| 274106              | 2008 DO19  | 27 fev 2008 | Mount Lemmon | Mount Lemmon Survey | —         | MPC                           |
| 274107              | 2008 DL21  | 28 fev 2008 | Mount Lemmon | Mount Lemmon Survey | —         | MPC                           |
| 274108              | 2008 DP22  | 29 fev 2008 | Catalina     | CSS                 | —         | MPC                           |
| 274109              | 2008 DB23  | 26 fev 2008 | Socorro      | LINEAR              | —         | MPC                           |
| 274110              | 2008 DH26  | 26 fev 2008 | Kitt Peak    | Spacewatch          | —         | MPC                           |
| 274111              | 2008 DV29  | 26 fev 2008 | Mount Lemmon | Mount Lemmon Survey | —         | MPC                           |
| 274112              | 2008 DW38  | 27 fev 2008 | Mount Lemmon | Mount Lemmon Survey | Mitidika  | MPC                           |
| 274113              | 2008 DW45  | 28 fev 2008 | Kitt Peak    | Spacewatch          | —         | MPC                           |
| 274114              | 2008 DU47  | 28 fev 2008 | Mount Lemmon | Mount Lemmon Survey | —         | MPC                           |
| 274115              | 2008 DX66  | 29 fev 2008 | Kitt Peak    | Spacewatch          | —         | MPC                           |
| 274116              | 2008 DW73  | 27 fev 2008 | Mount Lemmon | Mount Lemmon Survey | —         | MPC                           |
| 274117              | 2008 DX82  | 28 fev 2008 | Mount Lemmon | Mount Lemmon Survey | —         | MPC                           |
| 274118              | 2008 DH83  | 29 fev 2008 | Kitt Peak    | Spacewatch          | —         | MPC                           |
| 274119              | 2008 DG88  | 18 fev 2008 | Mount Lemmon | Mount Lemmon Survey | —         | MPC                           |
| 274120              | 2008 EJ2   | 1 mar 2008  | Mount Lemmon | Mount Lemmon Survey | —         | MPC                           |
| 274121              | 2008 EY40  | 4 mar 2008  | Kitt Peak    | Spacewatch          | —         | MPC                           |
| 274122              | 2008 EB43  | 4 mar 2008  | Mount Lemmon | Mount Lemmon Survey | —         | MPC                           |
| 274123              | 2008 EX46  | 5 mar 2008  | Mount Lemmon | Mount Lemmon Survey | —         | MPC                           |
| 274124              | 2008 ET47  | 5 mar 2008  | Kitt Peak    | Spacewatch          | —         | MPC                           |
| 274125              | 2008 EV47  | 5 mar 2008  | Kitt Peak    | Spacewatch          | —         | MPC                           |
| 274126              | 2008 EN52  | 6 mar 2008  | Kitt Peak    | Spacewatch          | —         | MPC                           |
| 274127              | 2008 ER54  | 6 mar 2008  | Kitt Peak    | Spacewatch          | —         | MPC                           |
| 274128              | 2008 EB60  | 8 mar 2008  | Catalina     | CSS                 | —         | MPC                           |
| 274129              | 2008 EF89  | 8 mar 2008  | Socorro      | LINEAR              | —         | MPC                           |
| 274130              | 2008 EZ96  | 7 mar 2008  | Catalina     | CSS                 | —         | MPC                           |
| 274131              | 2008 EE121 | 9 mar 2008  | Kitt Peak    | Spacewatch          | —         | MPC                           |
| 274132              | 2008 EF132 | 11 mar 2008 | Kitt Peak    | Spacewatch          | —         | MPC                           |
| 274133              | 2008 EA139 | 11 mar 2008 | Kitt Peak    | Spacewatch          | —         | MPC                           |
| 274134              | 2008 EU151 | 9 mar 2008  | Kitt Peak    | Spacewatch          | —         | MPC                           |
| 274135              | 2008 FN4   | 25 mar 2008 | Kitt Peak    | Spacewatch          | —         | MPC                           |
| 274136              | 2008 FP5   | 28 mar 2008 | Grove Creek  | F. Tozzi            | —         | MPC                           |
| 274137 Angelaglinos | 2008 FC6   | 28 mar 2008 | Jarnac       | Jarnac Obs.         | —         | MPC                           |
| 274138              | 2008 FU6   | 29 mar 2008 | Catalina     | CSS                 | —         | MPC                           |
| 274139              | 2008 FE15  | 26 mar 2008 | Kitt Peak    | Spacewatch          | —         | MPC                           |
| 274140              | 2008 FS25  | 27 mar 2008 | Kitt Peak    | Spacewatch          | Mitidika  | MPC                           |
| 274141              | 2008 FV50  | 28 mar 2008 | Kitt Peak    | Spacewatch          | —         | MPC                           |
| 274142              | 2008 FW54  | 28 mar 2008 | Mount Lemmon | Mount Lemmon Survey | —         | MPC                           |
| 274143              | 2008 FF56  | 28 mar 2008 | Mount Lemmon | Mount Lemmon Survey | —         | MPC                           |
| 274144              | 2008 FP60  | 29 mar 2008 | Catalina     | CSS                 | —         | MPC                           |
| 274145              | 2008 FX65  | 28 mar 2008 | Mount Lemmon | Mount Lemmon Survey | —         | MPC                           |
| 274146              | 2008 FD66  | 28 mar 2008 | Kitt Peak    | Spacewatch          | —         | MPC                           |
| 274147              | 2008 FE66  | 28 mar 2008 | Kitt Peak    | Spacewatch          | —         | MPC                           |
| 274148              | 2008 FU66  | 28 mar 2008 | Kitt Peak    | Spacewatch          | —         | MPC                           |
| 274149              | 2008 FA67  | 28 mar 2008 | Kitt Peak    | Spacewatch          | —         | MPC                           |
| 274150              | 2008 FK68  | 28 mar 2008 | Mount Lemmon | Mount Lemmon Survey | —         | MPC                           |
| 274151              | 2008 FS70  | 28 mar 2008 | Kitt Peak    | Spacewatch          | —         | MPC                           |
| 274152              | 2008 FB76  | 31 mar 2008 | Mount Lemmon | Mount Lemmon Survey | —         | MPC                           |
| 274153              | 2008 FX76  | 27 mar 2008 | Kitt Peak    | Spacewatch          | —         | MPC                           |
| 274154              | 2008 FJ97  | 30 mar 2008 | Kitt Peak    | Spacewatch          | —         | MPC                           |
| 274155              | 2008 FH102 | 30 mar 2008 | Kitt Peak    | Spacewatch          | —         | MPC                           |
| 274156              | 2008 FH103 | 30 mar 2008 | Kitt Peak    | Spacewatch          | —         | MPC                           |
| 274157              | 2008 FS103 | 30 mar 2008 | Kitt Peak    | Spacewatch          | —         | MPC                           |
| 274158              | 2008 FY104 | 30 mar 2008 | Kitt Peak    | Spacewatch          | —         | MPC                           |
| 274159              | 2008 FM105 | 31 mar 2008 | Kitt Peak    | Spacewatch          | —         | MPC                           |
| 274160              | 2008 FR113 | 31 mar 2008 | Kitt Peak    | Spacewatch          | —         | MPC                           |
| 274161              | 2008 FA116 | 31 mar 2008 | Mount Lemmon | Mount Lemmon Survey | —         | MPC                           |
| 274162              | 2008 FH124 | 29 mar 2008 | Kitt Peak    | Spacewatch          | —         | MPC                           |
| 274163              | 2008 FK125 | 31 mar 2008 | Kitt Peak    | Spacewatch          | —         | MPC                           |
| 274164              | 2008 FX126 | 31 mar 2008 | Kitt Peak    | Spacewatch          | —         | MPC                           |
| 274165              | 2008 FU128 | 29 mar 2008 | Mount Lemmon | Mount Lemmon Survey | —         | MPC                           |
| 274166              | 2008 FL129 | 30 mar 2008 | Kitt Peak    | Spacewatch          | —         | MPC                           |
| 274167              | 2008 FH130 | 29 mar 2008 | Kitt Peak    | Spacewatch          | —         | MPC                           |
| 274168              | 2008 GZ11  | 1 abr 2008  | Kitt Peak    | Spacewatch          | —         | MPC                           |
| 274169              | 2008 GB37  | 3 abr 2008  | Mount Lemmon | Mount Lemmon Survey | —         | MPC                           |
| 274170              | 2008 GB39  | 3 abr 2008  | Kitt Peak    | Spacewatch          | —         | MPC                           |
| 274171              | 2008 GM47  | 4 abr 2008  | Kitt Peak    | Spacewatch          | —         | MPC                           |
| 274172              | 2008 GZ47  | 4 abr 2008  | Kitt Peak    | Spacewatch          | —         | MPC                           |
| 274173              | 2008 GT60  | 5 abr 2008  | Catalina     | CSS                 | —         | MPC                           |
| 274174              | 2008 GT64  | 6 abr 2008  | Kitt Peak    | Spacewatch          | —         | MPC                           |
| 274175              | 2008 GC65  | 6 abr 2008  | Kitt Peak    | Spacewatch          | —         | MPC                           |
| 274176              | 2008 GW67  | 6 abr 2008  | Kitt Peak    | Spacewatch          | —         | MPC                           |
| 274177              | 2008 GE69  | 6 abr 2008  | Kitt Peak    | Spacewatch          | —         | MPC                           |
| 274178              | 2008 GJ69  | 6 abr 2008  | Kitt Peak    | Spacewatch          | —         | MPC                           |
| 274179              | 2008 GZ69  | 6 abr 2008  | Mount Lemmon | Mount Lemmon Survey | —         | MPC                           |
| 274180              | 2008 GB70  | 6 abr 2008  | Mount Lemmon | Mount Lemmon Survey | —         | MPC                           |
| 274181              | 2008 GN79  | 7 abr 2008  | Kitt Peak    | Spacewatch          | —         | MPC                           |
| 274182              | 2008 GA85  | 8 abr 2008  | Mount Lemmon | Mount Lemmon Survey | —         | MPC                           |
| 274183              | 2008 GT92  | 6 abr 2008  | Mount Lemmon | Mount Lemmon Survey | —         | MPC                           |
| 274184              | 2008 GX104 | 11 abr 2008 | Kitt Peak    | Spacewatch          | —         | MPC                           |
| 274185              | 2008 GG115 | 11 abr 2008 | Kitt Peak    | Spacewatch          | —         | MPC                           |
| 274186              | 2008 GH118 | 11 abr 2008 | Catalina     | CSS                 | —         | MPC                           |
| 274187              | 2008 GG119 | 11 abr 2008 | Kitt Peak    | Spacewatch          | —         | MPC                           |
| 274188              | 2008 GL125 | 14 abr 2008 | Mount Lemmon | Mount Lemmon Survey | —         | MPC                           |
| 274189              | 2008 GG131 | 7 abr 2008  | Kitt Peak    | Spacewatch          | —         | MPC                           |
| 274190              | 2008 GB146 | 14 abr 2008 | Kitt Peak    | Spacewatch          | —         | MPC                           |
| 274191              | 2008 HU3   | 28 abr 2008 | La Sagra     | Mallorca Obs.       | —         | MPC                           |
| 274192              | 2008 HT6   | 24 abr 2008 | Kitt Peak    | Spacewatch          | —         | MPC                           |
| 274193              | 2008 HX12  | 24 abr 2008 | Kitt Peak    | Spacewatch          | —         | MPC                           |
| 274194              | 2008 HC14  | 25 abr 2008 | Kitt Peak    | Spacewatch          | —         | MPC                           |
| 274195              | 2008 HX16  | 25 abr 2008 | Kitt Peak    | Spacewatch          | Mitidika  | MPC                           |
| 274196              | 2008 HC21  | 26 abr 2008 | Kitt Peak    | Spacewatch          | —         | MPC                           |
| 274197              | 2008 HE21  | 26 abr 2008 | Kitt Peak    | Spacewatch          | —         | MPC                           |
| 274198              | 2008 HY22  | 27 abr 2008 | Kitt Peak    | Spacewatch          | —         | MPC                           |
| 274199              | 2008 HC31  | 29 abr 2008 | Kitt Peak    | Spacewatch          | —         | MPC                           |
| 274200              | 2008 HP33  | 26 abr 2008 | Kitt Peak    | Spacewatch          | —         | MPC                           |

## 274201–274300
| Designação           | Designação | Descoberta  | Descoberta           | Descobridor(es)        | Categoria | Mais informações / Referência |
| Permanente           | Provisória | Data        | Local                | Descobridor(es)        | Categoria | Mais informações / Referência |
| -------------------- | ---------- | ----------- | -------------------- | ---------------------- | --------- | ----------------------------- |
| 274201               | 2008 HY33  | 27 abr 2008 | Kitt Peak            | Spacewatch             | —         | MPC                           |
| 274202               | 2008 HJ44  | 27 abr 2008 | Mount Lemmon         | Mount Lemmon Survey    | Mitidika  | MPC                           |
| 274203               | 2008 HT44  | 28 abr 2008 | Kitt Peak            | Spacewatch             | —         | MPC                           |
| 274204               | 2008 HX50  | 29 abr 2008 | Kitt Peak            | Spacewatch             | —         | MPC                           |
| 274205               | 2008 HE52  | 29 abr 2008 | Mount Lemmon         | Mount Lemmon Survey    | —         | MPC                           |
| 274206               | 2008 HF55  | 29 abr 2008 | Kitt Peak            | Spacewatch             | —         | MPC                           |
| 274207               | 2008 HE58  | 30 abr 2008 | Mount Lemmon         | Mount Lemmon Survey    | —         | MPC                           |
| 274208               | 2008 HF62  | 30 abr 2008 | Kitt Peak            | Spacewatch             | —         | MPC                           |
| 274209               | 2008 HN65  | 30 abr 2008 | Kitt Peak            | Spacewatch             | —         | MPC                           |
| 274210               | 2008 HV66  | 24 abr 2008 | Kitt Peak            | Spacewatch             | —         | MPC                           |
| 274211               | 2008 HQ67  | 30 abr 2008 | Mount Lemmon         | Mount Lemmon Survey    | —         | MPC                           |
| 274212               | 2008 JX    | 1 mai 2008  | Mount Lemmon         | Mount Lemmon Survey    | Mitidika  | MPC                           |
| 274213 Satriani      | 2008 JA6   | 5 mai 2008  | Nogales              | J.-C. Merlin           | —         | MPC                           |
| 274214               | 2008 JY6   | 2 mai 2008  | Kitt Peak            | Spacewatch             | —         | MPC                           |
| 274215               | 2008 JA7   | 2 mai 2008  | Kitt Peak            | Spacewatch             | —         | MPC                           |
| 274216               | 2008 JK16  | 3 mai 2008  | Mount Lemmon         | Mount Lemmon Survey    | —         | MPC                           |
| 274217               | 2008 JO29  | 13 mai 2008 | Mount Lemmon         | Mount Lemmon Survey    | —         | MPC                           |
| 274218               | 2008 JU30  | 11 mai 2008 | Kitt Peak            | Spacewatch             | —         | MPC                           |
| 274219               | 2008 JB36  | 3 mai 2008  | Mount Lemmon         | Mount Lemmon Survey    | Brangane  | MPC                           |
| 274220               | 2008 JG36  | 3 mai 2008  | Mount Lemmon         | Mount Lemmon Survey    | —         | MPC                           |
| 274221               | 2008 JY37  | 13 mai 2008 | Mount Lemmon         | Mount Lemmon Survey    | —         | MPC                           |
| 274222               | 2008 JS40  | 15 mai 2008 | Kitt Peak            | Spacewatch             | —         | MPC                           |
| 274223               | 2008 KV4   | 27 mai 2008 | Kitt Peak            | Spacewatch             | —         | MPC                           |
| 274224               | 2008 KU5   | 28 mai 2008 | Kitt Peak            | Spacewatch             | —         | MPC                           |
| 274225               | 2008 KR20  | 28 mai 2008 | Mount Lemmon         | Mount Lemmon Survey    | —         | MPC                           |
| 274226               | 2008 KX30  | 29 mai 2008 | Kitt Peak            | Spacewatch             | —         | MPC                           |
| 274227               | 2008 KF31  | 29 mai 2008 | Kitt Peak            | Spacewatch             | —         | MPC                           |
| 274228               | 2008 KR31  | 29 mai 2008 | Kitt Peak            | Spacewatch             | —         | MPC                           |
| 274229               | 2008 KL34  | 31 mai 2008 | Mount Lemmon         | Mount Lemmon Survey    | —         | MPC                           |
| 274230               | 2008 KU36  | 29 mai 2008 | Kitt Peak            | Spacewatch             | —         | MPC                           |
| 274231               | 2008 KJ40  | 29 mai 2008 | Grove Creek          | F. Tozzi               | —         | MPC                           |
| 274232               | 2008 LL12  | 2 jun 2008  | Sierra Stars         | W. G. Dillon, D. Wells | —         | MPC                           |
| 274233               | 2008 LN15  | 9 jun 2008  | Kitt Peak            | Spacewatch             | —         | MPC                           |
| 274234               | 2008 LO16  | 13 jun 2008 | Calvin-Rehoboth      | Calvin–Rehoboth Obs.   | —         | MPC                           |
| 274235               | 2008 MJ2   | 30 jun 2008 | Kitt Peak            | Spacewatch             | —         | MPC                           |
| 274236               | 2008 MF5   | 28 jun 2008 | Siding Spring        | SSS                    | —         | MPC                           |
| 274237               | 2008 MG5   | 28 jun 2008 | Siding Spring        | SSS                    | —         | MPC                           |
| 274238               | 2008 NF1   | 3 jul 2008  | Pla D'Arguines       | R. Ferrando            | —         | MPC                           |
| 274239               | 2008 NK1   | 3 jul 2008  | Grove Creek          | F. Tozzi               | —         | MPC                           |
| 274240               | 2008 NS2   | 10 jul 2008 | La Sagra             | Mallorca Obs.          | —         | MPC                           |
| 274241               | 2008 NH5   | 5 jul 2008  | Siding Spring        | SSS                    | —         | MPC                           |
| 274242               | 2008 OW    | 26 jul 2008 | La Sagra             | Mallorca Obs.          | —         | MPC                           |
| 274243               | 2008 OH3   | 14 set 2004 | Anderson Mesa        | LONEOS                 | —         | MPC                           |
| 274244               | 2008 OL3   | 27 jul 2008 | Bisei SG Center      | BATTeRS                | —         | MPC                           |
| 274245               | 2008 OS6   | 26 jul 2008 | Siding Spring        | SSS                    | —         | MPC                           |
| 274246 Reggiacaserta | 2008 OY9   | 31 jul 2008 | Vallemare di Borbona | V. S. Casulli          | —         | MPC                           |
| 274247               | 2008 OJ11  | 31 jul 2008 | La Sagra             | Mallorca Obs.          | —         | MPC                           |
| 274248               | 2008 OO12  | 29 jul 2008 | Socorro              | LINEAR                 | —         | MPC                           |
| 274249               | 2008 OU13  | 29 jul 2008 | La Sagra             | Mallorca Obs.          | Ursula    | MPC                           |
| 274250               | 2008 OH19  | 29 jul 2008 | Kitt Peak            | Spacewatch             | —         | MPC                           |
| 274251               | 2008 OQ19  | 29 jul 2008 | Kitt Peak            | Spacewatch             | —         | MPC                           |
| 274252               | 2008 OW19  | 29 jul 2008 | Kitt Peak            | Spacewatch             | —         | MPC                           |
| 274253               | 2008 OD20  | 30 jul 2008 | Kitt Peak            | Spacewatch             | Ursula    | MPC                           |
| 274254               | 2008 OO20  | 29 jul 2008 | Kitt Peak            | Spacewatch             | —         | MPC                           |
| 274255               | 2008 OS20  | 29 jul 2008 | Kitt Peak            | Spacewatch             | —         | MPC                           |
| 274256               | 2008 OV20  | 29 jul 2008 | Kitt Peak            | Spacewatch             | —         | MPC                           |
| 274257               | 2008 OY20  | 29 jul 2008 | Kitt Peak            | Spacewatch             | —         | MPC                           |
| 274258               | 2008 OP21  | 30 jul 2008 | Kitt Peak            | Spacewatch             | —         | MPC                           |
| 274259               | 2008 OZ23  | 31 jul 2008 | Kitt Peak            | Spacewatch             | —         | MPC                           |
| 274260               | 2008 OH25  | 29 jul 2008 | Kitt Peak            | Spacewatch             | —         | MPC                           |
| 274261               | 2008 PS    | 1 ago 2008  | Dauban               | F. Kugel               | —         | MPC                           |
| 274262               | 2008 PT    | 1 ago 2008  | Dauban               | F. Kugel               | —         | MPC                           |
| 274263               | 2008 PJ5   | 5 ago 2008  | La Sagra             | Mallorca Obs.          | —         | MPC                           |
| 274264               | 2008 PZ6   | 5 ago 2008  | Vallemare di Borbona | V. S. Casulli          | —         | MPC                           |
| 274265               | 2008 PJ7   | 5 ago 2008  | La Sagra             | Mallorca Obs.          | —         | MPC                           |
| 274266               | 2008 PB8   | 5 ago 2008  | La Sagra             | Mallorca Obs.          | —         | MPC                           |
| 274267               | 2008 PG8   | 6 ago 2008  | La Sagra             | Mallorca Obs.          | —         | MPC                           |
| 274268               | 2008 PQ9   | 8 ago 2008  | Dauban               | F. Kugel               | —         | MPC                           |
| 274269               | 2008 PM11  | 8 ago 2008  | Reedy Creek          | J. Broughton           | —         | MPC                           |
| 274270               | 2008 PP11  | 9 ago 2008  | Reedy Creek          | J. Broughton           | —         | MPC                           |
| 274271               | 2008 PZ11  | 10 ago 2008 | Pla D'Arguines       | R. Ferrando            | —         | MPC                           |
| 274272               | 2008 PC12  | 10 ago 2008 | Pla D'Arguines       | R. Ferrando            | Vesta     | MPC                           |
| 274273               | 2008 PQ12  | 9 ago 2008  | La Sagra             | Mallorca Obs.          | —         | MPC                           |
| 274274               | 2008 PB13  | 10 ago 2008 | La Sagra             | Mallorca Obs.          | —         | MPC                           |
| 274275               | 2008 PG14  | 10 ago 2008 | La Sagra             | Mallorca Obs.          | —         | MPC                           |
| 274276               | 2008 PA16  | 8 ago 2008  | Reedy Creek          | J. Broughton           | —         | MPC                           |
| 274277               | 2008 PU18  | 5 ago 2008  | Siding Spring        | SSS                    | —         | MPC                           |
| 274278               | 2008 PM20  | 6 ago 2008  | Siding Spring        | SSS                    | —         | MPC                           |
| 274279               | 2008 PK21  | 6 ago 2008  | Siding Spring        | SSS                    | —         | MPC                           |
| 274280               | 2008 PQ21  | 6 ago 2008  | Siding Spring        | SSS                    | —         | MPC                           |
| 274281               | 2008 QK2   | 24 ago 2008 | La Sagra             | Mallorca Obs.          | —         | MPC                           |
| 274282               | 2008 QW2   | 24 ago 2008 | Marly                | P. Kocher              | —         | MPC                           |
| 274283               | 2008 QX2   | 24 ago 2008 | Dauban               | F. Kugel               | —         | MPC                           |
| 274284               | 2008 QM6   | 25 ago 2008 | Dauban               | F. Kugel               | —         | MPC                           |
| 274285               | 2008 QJ8   | 25 ago 2008 | La Sagra             | Mallorca Obs.          | —         | MPC                           |
| 274286               | 2008 QB9   | 25 ago 2008 | La Sagra             | Mallorca Obs.          | —         | MPC                           |
| 274287               | 2008 QO9   | 25 ago 2008 | La Sagra             | Mallorca Obs.          | —         | MPC                           |
| 274288               | 2008 QC10  | 26 ago 2008 | La Sagra             | Mallorca Obs.          | —         | MPC                           |
| 274289               | 2008 QV12  | 26 ago 2008 | La Sagra             | Mallorca Obs.          | —         | MPC                           |
| 274290               | 2008 QX13  | 27 ago 2008 | Piszkéstető          | K. Sárneczky           | —         | MPC                           |
| 274291               | 2008 QF14  | 21 ago 2008 | Kitt Peak            | Spacewatch             | —         | MPC                           |
| 274292               | 2008 QQ16  | 26 ago 2008 | La Sagra             | Mallorca Obs.          | —         | MPC                           |
| 274293               | 2008 QU16  | 26 ago 2008 | La Sagra             | Mallorca Obs.          | —         | MPC                           |
| 274294               | 2008 QR17  | 26 fev 2007 | Mount Lemmon         | Mount Lemmon Survey    | —         | MPC                           |
| 274295               | 2008 QN18  | 28 ago 2008 | Pla D'Arguines       | R. Ferrando            | —         | MPC                           |
| 274296               | 2008 QJ19  | 27 ago 2008 | Kleť                 | Kleť Obs.              | —         | MPC                           |
| 274297               | 2008 QN19  | 29 ago 2008 | Hibiscus             | S. F. Hönig, N. Teamo  | —         | MPC                           |
| 274298               | 2008 QL22  | 26 ago 2008 | Socorro              | LINEAR                 | —         | MPC                           |
| 274299               | 2008 QM22  | 26 ago 2008 | Socorro              | LINEAR                 | —         | MPC                           |
| 274300 UNESCO        | 2008 QG24  | 25 ago 2008 | Andrushivka          | Andrushivka Obs.       | —         | MPC                           |

## 274301–274400
| Designação         | Designação | Descoberta  | Descoberta       | Descobridor(es)       | Categoria | Mais informações / Referência |
| Permanente         | Provisória | Data        | Local            | Descobridor(es)       | Categoria | Mais informações / Referência |
| ------------------ | ---------- | ----------- | ---------------- | --------------------- | --------- | ----------------------------- |
| 274301 Wikipédia   | 2008 QH24  | 25 ago 2008 | Andrushivka      | Andrushivka Obs.      | —         | MPC                           |
| 274302 Abaházi     | 2008 QD25  | 24 ago 2008 | Piszkéstető      | K. Sárneczky          | —         | MPC                           |
| 274303             | 2008 QW25  | 24 ago 2008 | La Sagra         | Mallorca Obs.         | —         | MPC                           |
| 274304             | 2008 QW33  | 27 ago 2008 | La Sagra         | Mallorca Obs.         | —         | MPC                           |
| 274305             | 2008 QE34  | 29 ago 2008 | La Sagra         | Mallorca Obs.         | —         | MPC                           |
| 274306             | 2008 QH36  | 22 ago 2008 | Kitt Peak        | Spacewatch            | —         | MPC                           |
| 274307             | 2008 QX36  | 21 ago 2008 | Kitt Peak        | Spacewatch            | —         | MPC                           |
| 274308             | 2008 QN37  | 21 ago 2008 | Kitt Peak        | Spacewatch            | —         | MPC                           |
| 274309             | 2008 QX38  | 24 ago 2008 | Kitt Peak        | Spacewatch            | —         | MPC                           |
| 274310             | 2008 QZ38  | 24 ago 2008 | Kitt Peak        | Spacewatch            | —         | MPC                           |
| 274311             | 2008 QX39  | 25 ago 2008 | La Sagra         | Mallorca Obs.         | —         | MPC                           |
| 274312             | 2008 QH41  | 21 ago 2008 | Kitt Peak        | Spacewatch            | —         | MPC                           |
| 274313             | 2008 QE42  | 23 ago 2008 | Kitt Peak        | Spacewatch            | Ursula    | MPC                           |
| 274314             | 2008 QC45  | 24 ago 2008 | Kitt Peak        | Spacewatch            | —         | MPC                           |
| 274315             | 2008 QG45  | 26 ago 2008 | Socorro          | LINEAR                | —         | MPC                           |
| 274316             | 2008 QB47  | 24 ago 2008 | Socorro          | LINEAR                | —         | MPC                           |
| 274317             | 2008 QJ48  | 30 ago 2008 | Socorro          | LINEAR                | Brangane  | MPC                           |
| 274318             | 2008 RK    | 1 set 2008  | Hibiscus         | S. F. Hönig, N. Teamo | —         | MPC                           |
| 274319             | 2008 RG4   | 2 set 2008  | Kitt Peak        | Spacewatch            | —         | MPC                           |
| 274320             | 2008 RQ4   | 2 set 2008  | Kitt Peak        | Spacewatch            | —         | MPC                           |
| 274321             | 2008 RK5   | 2 set 2008  | Kitt Peak        | Spacewatch            | —         | MPC                           |
| 274322             | 2008 RP5   | 2 set 2008  | Kitt Peak        | Spacewatch            | —         | MPC                           |
| 274323             | 2008 RT5   | 2 set 2008  | Kitt Peak        | Spacewatch            | Mitidika  | MPC                           |
| 274324             | 2008 RK8   | 3 set 2008  | Kitt Peak        | Spacewatch            | —         | MPC                           |
| 274325             | 2008 RR9   | 3 set 2008  | Kitt Peak        | Spacewatch            | —         | MPC                           |
| 274326             | 2008 RZ9   | 3 set 2008  | Kitt Peak        | Spacewatch            | —         | MPC                           |
| 274327             | 2008 RS11  | 3 set 2008  | Kitt Peak        | Spacewatch            | —         | MPC                           |
| 274328             | 2008 RX11  | 3 set 2008  | Kitt Peak        | Spacewatch            | —         | MPC                           |
| 274329             | 2008 RC16  | 4 set 2008  | Kitt Peak        | Spacewatch            | —         | MPC                           |
| 274330             | 2008 RW16  | 4 set 2008  | Kitt Peak        | Spacewatch            | —         | MPC                           |
| 274331             | 2008 RF19  | 4 set 2008  | Kitt Peak        | Spacewatch            | —         | MPC                           |
| 274332             | 2008 RU20  | 4 set 2008  | Kitt Peak        | Spacewatch            | —         | MPC                           |
| 274333 Voznyukigor | 2008 RT21  | 2 set 2008  | Andrushivka      | Andrushivka Obs.      | —         | MPC                           |
| 274334 Kyivplaniy  | 2008 RP22  | 3 set 2008  | Andrushivka      | Andrushivka Obs.      | —         | MPC                           |
| 274335             | 2008 RW22  | 5 set 2008  | Wrightwood       | J. W. Young           | —         | MPC                           |
| 274336             | 2008 RF23  | 4 set 2008  | Socorro          | LINEAR                | —         | MPC                           |
| 274337             | 2008 RP25  | 5 set 2008  | Goodricke-Pigott | R. A. Tucker          | —         | MPC                           |
| 274338             | 2008 RV29  | 2 set 2008  | Kitt Peak        | Spacewatch            | —         | MPC                           |
| 274339             | 2008 RE31  | 2 set 2008  | Kitt Peak        | Spacewatch            | —         | MPC                           |
| 274340             | 2008 RE32  | 2 set 2008  | Kitt Peak        | Spacewatch            | —         | MPC                           |
| 274341             | 2008 RS34  | 2 set 2008  | Kitt Peak        | Spacewatch            | Ursula    | MPC                           |
| 274342             | 2008 RT34  | 2 set 2008  | Kitt Peak        | Spacewatch            | —         | MPC                           |
| 274343             | 2008 RH35  | 2 set 2008  | Kitt Peak        | Spacewatch            | Brangane  | MPC                           |
| 274344             | 2008 RM35  | 2 set 2008  | Kitt Peak        | Spacewatch            | Juno      | MPC                           |
| 274345             | 2008 RC37  | 2 set 2008  | Kitt Peak        | Spacewatch            | —         | MPC                           |
| 274346             | 2008 RS37  | 2 set 2008  | Kitt Peak        | Spacewatch            | Brangane  | MPC                           |
| 274347             | 2008 RU37  | 2 set 2008  | Kitt Peak        | Spacewatch            | —         | MPC                           |
| 274348             | 2008 RP38  | 2 set 2008  | Kitt Peak        | Spacewatch            | —         | MPC                           |
| 274349             | 2008 RP39  | 2 set 2008  | Kitt Peak        | Spacewatch            | —         | MPC                           |
| 274350             | 2008 RB40  | 2 set 2008  | Kitt Peak        | Spacewatch            | —         | MPC                           |
| 274351             | 2008 RD41  | 2 set 2008  | Kitt Peak        | Spacewatch            | —         | MPC                           |
| 274352             | 2008 RH41  | 2 set 2008  | Kitt Peak        | Spacewatch            | —         | MPC                           |
| 274353             | 2008 RA47  | 2 set 2008  | Kitt Peak        | Spacewatch            | Eos       | MPC                           |
| 274354             | 2008 RN47  | 2 set 2008  | La Sagra         | Mallorca Obs.         | —         | MPC                           |
| 274355             | 2008 RL62  | 4 set 2008  | Kitt Peak        | Spacewatch            | —         | MPC                           |
| 274356             | 2008 RE63  | 4 set 2008  | Kitt Peak        | Spacewatch            | —         | MPC                           |
| 274357             | 2008 RN65  | 4 set 2008  | Kitt Peak        | Spacewatch            | Mitidika  | MPC                           |
| 274358             | 2008 RJ66  | 4 set 2008  | Kitt Peak        | Spacewatch            | —         | MPC                           |
| 274359             | 2008 RW66  | 4 set 2008  | Kitt Peak        | Spacewatch            | —         | MPC                           |
| 274360             | 2008 RM68  | 4 set 2008  | Kitt Peak        | Spacewatch            | —         | MPC                           |
| 274361             | 2008 RY68  | 4 set 2008  | Kitt Peak        | Spacewatch            | —         | MPC                           |
| 274362             | 2008 RH69  | 4 set 2008  | Kitt Peak        | Spacewatch            | —         | MPC                           |
| 274363             | 2008 RZ69  | 5 set 2008  | Kitt Peak        | Spacewatch            | —         | MPC                           |
| 274364             | 2008 RP71  | 6 set 2008  | Mount Lemmon     | Mount Lemmon Survey   | —         | MPC                           |
| 274365             | 2008 RD72  | 6 set 2008  | Mount Lemmon     | Mount Lemmon Survey   | —         | MPC                           |
| 274366             | 2008 RP72  | 6 set 2008  | Mount Lemmon     | Mount Lemmon Survey   | —         | MPC                           |
| 274367             | 2008 RW72  | 6 set 2008  | Mount Lemmon     | Mount Lemmon Survey   | —         | MPC                           |
| 274368             | 2008 RH74  | 6 set 2008  | Catalina         | CSS                   | Ursula    | MPC                           |
| 274369             | 2008 RL75  | 6 set 2008  | Catalina         | CSS                   | —         | MPC                           |
| 274370             | 2008 RC76  | 16 dez 1999 | Kitt Peak        | Spacewatch            | —         | MPC                           |
| 274371             | 2008 RF77  | 6 set 2008  | Catalina         | CSS                   | —         | MPC                           |
| 274372             | 2008 RK77  | 6 set 2008  | Catalina         | CSS                   | —         | MPC                           |
| 274373             | 2008 RU77  | 7 set 2008  | Mount Lemmon     | Mount Lemmon Survey   | —         | MPC                           |
| 274374             | 2008 RP78  | 5 set 2008  | Kitt Peak        | Spacewatch            | —         | MPC                           |
| 274375             | 2008 RS80  | 3 set 2008  | Kitt Peak        | Spacewatch            | —         | MPC                           |
| 274376             | 2008 RF86  | 5 set 2008  | Kitt Peak        | Spacewatch            | —         | MPC                           |
| 274377             | 2008 RP89  | 5 set 2008  | Kitt Peak        | Spacewatch            | —         | MPC                           |
| 274378             | 2008 RH95  | 7 set 2008  | Catalina         | CSS                   | —         | MPC                           |
| 274379             | 2008 RX95  | 7 set 2008  | Catalina         | CSS                   | —         | MPC                           |
| 274380             | 2008 RT99  | 2 set 2008  | Kitt Peak        | Spacewatch            | —         | MPC                           |
| 274381             | 2008 RA100 | 2 set 2008  | Kitt Peak        | Spacewatch            | —         | MPC                           |
| 274382             | 2008 RE100 | 2 set 2008  | Kitt Peak        | Spacewatch            | —         | MPC                           |
| 274383             | 2008 RU100 | 5 set 2008  | Kitt Peak        | Spacewatch            | —         | MPC                           |
| 274384             | 2008 RU104 | 6 set 2008  | Catalina         | CSS                   | —         | MPC                           |
| 274385             | 2008 RC105 | 6 set 2008  | Catalina         | CSS                   | —         | MPC                           |
| 274386             | 2008 RY106 | 7 set 2008  | Catalina         | CSS                   | —         | MPC                           |
| 274387             | 2008 RE107 | 7 set 2008  | Mount Lemmon     | Mount Lemmon Survey   | Brangane  | MPC                           |
| 274388             | 2008 RH107 | 7 set 2008  | Mount Lemmon     | Mount Lemmon Survey   | —         | MPC                           |
| 274389             | 2008 RS107 | 9 set 2008  | Bergisch Gladbac | W. Bickel             | —         | MPC                           |
| 274390             | 2008 RB109 | 2 set 2008  | Kitt Peak        | Spacewatch            | —         | MPC                           |
| 274391             | 2008 RT109 | 2 set 2008  | Kitt Peak        | Spacewatch            | —         | MPC                           |
| 274392             | 2008 RG110 | 3 set 2008  | Kitt Peak        | Spacewatch            | Phocaea   | MPC                           |
| 274393             | 2008 RN112 | 5 set 2008  | Kitt Peak        | Spacewatch            | Brangane  | MPC                           |
| 274394             | 2008 RD113 | 5 set 2008  | Kitt Peak        | Spacewatch            | —         | MPC                           |
| 274395             | 2008 RY113 | 6 set 2008  | Kitt Peak        | Spacewatch            | —         | MPC                           |
| 274396             | 2008 RF114 | 6 set 2008  | Mount Lemmon     | Mount Lemmon Survey   | —         | MPC                           |
| 274397             | 2008 RB115 | 6 set 2008  | Mount Lemmon     | Mount Lemmon Survey   | —         | MPC                           |
| 274398             | 2008 RY121 | 3 set 2008  | Kitt Peak        | Spacewatch            | —         | MPC                           |
| 274399             | 2008 RQ122 | 4 set 2008  | Kitt Peak        | Spacewatch            | —         | MPC                           |
| 274400             | 2008 RP124 | 6 set 2008  | Kitt Peak        | Spacewatch            | —         | MPC                           |

## 274401–274500
| Designação   | Designação | Descoberta  | Descoberta       | Descobridor(es)     | Categoria | Mais informações / Referência |
| Permanente   | Provisória | Data        | Local            | Descobridor(es)     | Categoria | Mais informações / Referência |
| ------------ | ---------- | ----------- | ---------------- | ------------------- | --------- | ----------------------------- |
| 274401       | 2008 RW124 | 6 set 2008  | Kitt Peak        | Spacewatch          | Vesta     | MPC                           |
| 274402       | 2008 RW125 | 9 set 2008  | Mount Lemmon     | Mount Lemmon Survey | —         | MPC                           |
| 274403       | 2008 RH128 | 7 set 2008  | Mount Lemmon     | Mount Lemmon Survey | —         | MPC                           |
| 274404       | 2008 RT128 | 4 set 2008  | Kitt Peak        | Spacewatch          | Vesta     | MPC                           |
| 274405       | 2008 RV130 | 4 set 2008  | Kitt Peak        | Spacewatch          | —         | MPC                           |
| 274406       | 2008 RD134 | 6 set 2008  | Catalina         | CSS                 | —         | MPC                           |
| 274407       | 2008 RN134 | 7 set 2008  | Catalina         | CSS                 | —         | MPC                           |
| 274408       | 2008 RU138 | 6 set 2008  | Catalina         | CSS                 | —         | MPC                           |
| 274409       | 2008 RU140 | 9 set 2008  | Mount Lemmon     | Mount Lemmon Survey | —         | MPC                           |
| 274410       | 2008 RG141 | 6 set 2008  | Catalina         | CSS                 | —         | MPC                           |
| 274411       | 2008 RF144 | 2 set 2008  | Kitt Peak        | Spacewatch          | —         | MPC                           |
| 274412       | 2008 RH145 | 2 set 2008  | Kitt Peak        | Spacewatch          | —         | MPC                           |
| 274413       | 2008 SC3   | 22 set 2008 | Socorro          | LINEAR              | —         | MPC                           |
| 274414       | 2008 SL4   | 22 set 2008 | Socorro          | LINEAR              | Ursula    | MPC                           |
| 274415       | 2008 SB5   | 22 set 2008 | Socorro          | LINEAR              | —         | MPC                           |
| 274416       | 2008 SE7   | 22 set 2008 | Skylive          | F. Tozzi            | —         | MPC                           |
| 274417       | 2008 SN10  | 22 set 2008 | Socorro          | LINEAR              | —         | MPC                           |
| 274418       | 2008 SS10  | 22 set 2008 | Socorro          | LINEAR              | —         | MPC                           |
| 274419       | 2008 SQ12  | 20 set 2008 | Mount Lemmon     | Mount Lemmon Survey | —         | MPC                           |
| 274420       | 2008 SP13  | 19 set 2008 | Kitt Peak        | Spacewatch          | —         | MPC                           |
| 274421       | 2008 SN15  | 19 set 2008 | Kitt Peak        | Spacewatch          | —         | MPC                           |
| 274422       | 2008 SN17  | 19 set 2008 | Kitt Peak        | Spacewatch          | —         | MPC                           |
| 274423       | 2008 SP17  | 19 set 2008 | Kitt Peak        | Spacewatch          | —         | MPC                           |
| 274424       | 2008 SY20  | 19 set 2008 | Kitt Peak        | Spacewatch          | —         | MPC                           |
| 274425       | 2008 SA21  | 19 set 2008 | Kitt Peak        | Spacewatch          | Ursula    | MPC                           |
| 274426       | 2008 SY27  | 19 set 2008 | Kitt Peak        | Spacewatch          | —         | MPC                           |
| 274427       | 2008 SE29  | 19 set 2008 | Kitt Peak        | Spacewatch          | Ursula    | MPC                           |
| 274428       | 2008 SX29  | 19 set 2008 | Kitt Peak        | Spacewatch          | —         | MPC                           |
| 274429       | 2008 SA30  | 19 set 2008 | Kitt Peak        | Spacewatch          | —         | MPC                           |
| 274430       | 2008 SF31  | 20 set 2008 | Catalina         | CSS                 | —         | MPC                           |
| 274431       | 2008 SJ31  | 20 set 2008 | Kitt Peak        | Spacewatch          | —         | MPC                           |
| 274432       | 2008 SK31  | 20 set 2008 | Kitt Peak        | Spacewatch          | —         | MPC                           |
| 274433       | 2008 SZ35  | 20 set 2008 | Kitt Peak        | Spacewatch          | —         | MPC                           |
| 274434       | 2008 SP36  | 20 set 2008 | Mount Lemmon     | Mount Lemmon Survey | —         | MPC                           |
| 274435       | 2008 SR37  | 20 set 2008 | Kitt Peak        | Spacewatch          | —         | MPC                           |
| 274436       | 2008 SC39  | 20 set 2008 | Kitt Peak        | Spacewatch          | —         | MPC                           |
| 274437       | 2008 SG39  | 20 set 2008 | Kitt Peak        | Spacewatch          | Brangane  | MPC                           |
| 274438       | 2008 SM41  | 20 set 2008 | Catalina         | CSS                 | —         | MPC                           |
| 274439       | 2008 SS43  | 20 set 2008 | Kitt Peak        | Spacewatch          | Brangane  | MPC                           |
| 274440       | 2008 SQ44  | 20 set 2008 | Mount Lemmon     | Mount Lemmon Survey | —         | MPC                           |
| 274441       | 2008 SZ44  | 20 set 2008 | Kitt Peak        | Spacewatch          | —         | MPC                           |
| 274442       | 2008 SP45  | 20 set 2008 | Kitt Peak        | Spacewatch          | —         | MPC                           |
| 274443       | 2008 SH47  | 20 set 2008 | Kitt Peak        | Spacewatch          | —         | MPC                           |
| 274444       | 2008 SR47  | 20 set 2008 | Catalina         | CSS                 | —         | MPC                           |
| 274445       | 2008 SC48  | 20 set 2008 | Mount Lemmon     | Mount Lemmon Survey | —         | MPC                           |
| 274446       | 2008 ST48  | 20 set 2008 | Mount Lemmon     | Mount Lemmon Survey | Brangane  | MPC                           |
| 274447       | 2008 SJ49  | 20 set 2008 | Mount Lemmon     | Mount Lemmon Survey | —         | MPC                           |
| 274448       | 2008 SY49  | 20 set 2008 | Mount Lemmon     | Mount Lemmon Survey | —         | MPC                           |
| 274449       | 2008 SP50  | 20 set 2008 | Mount Lemmon     | Mount Lemmon Survey | —         | MPC                           |
| 274450       | 2008 SF52  | 20 set 2008 | Mount Lemmon     | Mount Lemmon Survey | —         | MPC                           |
| 274451       | 2008 SK52  | 20 set 2008 | Mount Lemmon     | Mount Lemmon Survey | —         | MPC                           |
| 274452       | 2008 SM53  | 20 set 2008 | Mount Lemmon     | Mount Lemmon Survey | —         | MPC                           |
| 274453       | 2008 SX55  | 20 set 2008 | Kitt Peak        | Spacewatch          | —         | MPC                           |
| 274454       | 2008 SE57  | 20 set 2008 | Kitt Peak        | Spacewatch          | Ursula    | MPC                           |
| 274455       | 2008 SZ58  | 20 set 2008 | Kitt Peak        | Spacewatch          | —         | MPC                           |
| 274456       | 2008 SZ60  | 20 set 2008 | Catalina         | CSS                 | —         | MPC                           |
| 274457       | 2008 SA62  | 21 set 2008 | Kitt Peak        | Spacewatch          | —         | MPC                           |
| 274458       | 2008 SR63  | 21 set 2008 | Kitt Peak        | Spacewatch          | Ursula    | MPC                           |
| 274459       | 2008 SX64  | 21 set 2008 | Mount Lemmon     | Mount Lemmon Survey | —         | MPC                           |
| 274460       | 2008 SG65  | 21 set 2008 | Mount Lemmon     | Mount Lemmon Survey | —         | MPC                           |
| 274461       | 2008 SB66  | 21 set 2008 | Mount Lemmon     | Mount Lemmon Survey | Brangane  | MPC                           |
| 274462       | 2008 SQ67  | 21 set 2008 | Kitt Peak        | Spacewatch          | —         | MPC                           |
| 274463       | 2008 ST67  | 21 set 2008 | Catalina         | CSS                 | Brangane  | MPC                           |
| 274464       | 2008 SZ68  | 22 set 2008 | Kitt Peak        | Spacewatch          | —         | MPC                           |
| 274465       | 2008 SS69  | 22 set 2008 | Mount Lemmon     | Mount Lemmon Survey | —         | MPC                           |
| 274466       | 2008 SU69  | 22 set 2008 | Kitt Peak        | Spacewatch          | —         | MPC                           |
| 274467       | 2008 SJ79  | 23 set 2008 | Mount Lemmon     | Mount Lemmon Survey | Maria     | MPC                           |
| 274468       | 2008 SL80  | 23 set 2008 | Catalina         | CSS                 | —         | MPC                           |
| 274469       | 2008 SR81  | 23 set 2008 | Marly            | P. Kocher           | —         | MPC                           |
| 274470       | 2008 SM82  | 22 set 2008 | Hibiscus         | N. Teamo            | —         | MPC                           |
| 274471       | 2008 SX82  | 26 set 2008 | Bisei SG Center  | BATTeRS             | —         | MPC                           |
| 274472 Pietà | 2008 SV83  | 28 set 2008 | Vallemare Borbon | V. S. Casulli       | —         | MPC                           |
| 274473       | 2008 SL87  | 20 set 2008 | Kitt Peak        | Spacewatch          | Brangane  | MPC                           |
| 274474       | 2008 SP89  | 21 set 2008 | Kitt Peak        | Spacewatch          | —         | MPC                           |
| 274475       | 2008 SY90  | 21 set 2008 | Kitt Peak        | Spacewatch          | —         | MPC                           |
| 274476       | 2008 SJ93  | 21 set 2008 | Kitt Peak        | Spacewatch          | —         | MPC                           |
| 274477       | 2008 ST95  | 21 set 2008 | Kitt Peak        | Spacewatch          | —         | MPC                           |
| 274478       | 2008 SR96  | 21 set 2008 | Kitt Peak        | Spacewatch          | Brangane  | MPC                           |
| 274479       | 2008 SG100 | 21 set 2008 | Kitt Peak        | Spacewatch          | —         | MPC                           |
| 274480       | 2008 SX100 | 21 set 2008 | Kitt Peak        | Spacewatch          | —         | MPC                           |
| 274481       | 2008 SH101 | 21 set 2008 | Kitt Peak        | Spacewatch          | Eos       | MPC                           |
| 274482       | 2008 SC102 | 21 set 2008 | Kitt Peak        | Spacewatch          | —         | MPC                           |
| 274483       | 2008 SE102 | 21 set 2008 | Kitt Peak        | Spacewatch          | —         | MPC                           |
| 274484       | 2008 SP104 | 21 set 2008 | Kitt Peak        | Spacewatch          | —         | MPC                           |
| 274485       | 2008 SU104 | 21 set 2008 | Kitt Peak        | Spacewatch          | —         | MPC                           |
| 274486       | 2008 SZ104 | 21 set 2008 | Kitt Peak        | Spacewatch          | —         | MPC                           |
| 274487       | 2008 SQ109 | 22 set 2008 | Kitt Peak        | Spacewatch          | —         | MPC                           |
| 274488       | 2008 SU109 | 22 set 2008 | Kitt Peak        | Spacewatch          | —         | MPC                           |
| 274489       | 2008 SD111 | 22 set 2008 | Kitt Peak        | Spacewatch          | —         | MPC                           |
| 274490       | 2008 SY115 | 22 set 2008 | Kitt Peak        | Spacewatch          | —         | MPC                           |
| 274491       | 2008 SF116 | 22 set 2008 | Kitt Peak        | Spacewatch          | —         | MPC                           |
| 274492       | 2008 SJ116 | 22 set 2008 | Kitt Peak        | Spacewatch          | —         | MPC                           |
| 274493       | 2008 SM118 | 22 set 2008 | Mount Lemmon     | Mount Lemmon Survey | —         | MPC                           |
| 274494       | 2008 SN124 | 22 set 2008 | Mount Lemmon     | Mount Lemmon Survey | —         | MPC                           |
| 274495       | 2008 SD125 | 22 set 2008 | Mount Lemmon     | Mount Lemmon Survey | —         | MPC                           |
| 274496       | 2008 SA128 | 22 set 2008 | Kitt Peak        | Spacewatch          | —         | MPC                           |
| 274497       | 2008 SE129 | 22 set 2008 | Kitt Peak        | Spacewatch          | —         | MPC                           |
| 274498       | 2008 SD132 | 22 set 2008 | Kitt Peak        | Spacewatch          | —         | MPC                           |
| 274499       | 2008 SJ132 | 22 set 2008 | Kitt Peak        | Spacewatch          | —         | MPC                           |
| 274500       | 2008 SZ133 | 23 set 2008 | Kitt Peak        | Spacewatch          | —         | MPC                           |

## 274501–274600
| Designação | Designação | Descoberta  | Descoberta       | Descobridor(es)       | Categoria | Mais informações / Referência |
| Permanente | Provisória | Data        | Local            | Descobridor(es)       | Categoria | Mais informações / Referência |
| ---------- | ---------- | ----------- | ---------------- | --------------------- | --------- | ----------------------------- |
| 274501     | 2008 ST135 | 23 set 2008 | Mount Lemmon     | Mount Lemmon Survey   | —         | MPC                           |
| 274502     | 2008 SF137 | 23 set 2008 | Catalina         | CSS                   | Phocaea   | MPC                           |
| 274503     | 2008 SC139 | 23 set 2008 | Kitt Peak        | Spacewatch            | —         | MPC                           |
| 274504     | 2008 SU140 | 24 set 2008 | Mount Lemmon     | Mount Lemmon Survey   | —         | MPC                           |
| 274505     | 2008 SP142 | 24 set 2008 | Mount Lemmon     | Mount Lemmon Survey   | Brangane  | MPC                           |
| 274506     | 2008 SV144 | 25 set 2008 | Kitt Peak        | Spacewatch            | Vesta     | MPC                           |
| 274507     | 2008 SP147 | 25 set 2008 | Bergisch Gladbac | W. Bickel             | —         | MPC                           |
| 274508     | 2008 SA150 | 29 set 2008 | Dauban           | F. Kugel              | —         | MPC                           |
| 274509     | 2008 SK153 | 22 set 2008 | Socorro          | LINEAR                | —         | MPC                           |
| 274510     | 2008 SG155 | 23 set 2008 | Socorro          | LINEAR                | —         | MPC                           |
| 274511     | 2008 SW158 | 24 set 2008 | Socorro          | LINEAR                | —         | MPC                           |
| 274512     | 2008 SP159 | 24 set 2008 | Socorro          | LINEAR                | —         | MPC                           |
| 274513     | 2008 SE160 | 24 set 2008 | Socorro          | LINEAR                | —         | MPC                           |
| 274514     | 2008 SA161 | 28 set 2008 | Socorro          | LINEAR                | —         | MPC                           |
| 274515     | 2008 SO161 | 28 set 2008 | Socorro          | LINEAR                | —         | MPC                           |
| 274516     | 2008 SF162 | 28 set 2008 | Socorro          | LINEAR                | —         | MPC                           |
| 274517     | 2008 ST163 | 28 set 2008 | Socorro          | LINEAR                | Maria     | MPC                           |
| 274518     | 2008 SB167 | 28 set 2008 | Socorro          | LINEAR                | —         | MPC                           |
| 274519     | 2008 SV172 | 22 set 2008 | Kitt Peak        | Spacewatch            | —         | MPC                           |
| 274520     | 2008 SN178 | 23 set 2008 | Siding Spring    | SSS                   | —         | MPC                           |
| 274521     | 2008 SA183 | 24 set 2008 | Mount Lemmon     | Mount Lemmon Survey   | —         | MPC                           |
| 274522     | 2008 SC189 | 25 set 2008 | Mount Lemmon     | Mount Lemmon Survey   | —         | MPC                           |
| 274523     | 2008 SK189 | 25 set 2008 | Kitt Peak        | Spacewatch            | —         | MPC                           |
| 274524     | 2008 SF196 | 25 set 2008 | Kitt Peak        | Spacewatch            | —         | MPC                           |
| 274525     | 2008 SY200 | 26 set 2008 | Kitt Peak        | Spacewatch            | —         | MPC                           |
| 274526     | 2008 ST204 | 26 set 2008 | Kitt Peak        | Spacewatch            | —         | MPC                           |
| 274527     | 2008 SK205 | 26 set 2008 | Kitt Peak        | Spacewatch            | Ursula    | MPC                           |
| 274528     | 2008 SH207 | 26 set 2008 | Bergisch Gladbac | W. Bickel             | —         | MPC                           |
| 274529     | 2008 SN213 | 29 set 2008 | Kitt Peak        | Spacewatch            | Brangane  | MPC                           |
| 274530     | 2008 SN217 | 29 set 2008 | Kitt Peak        | Spacewatch            | —         | MPC                           |
| 274531     | 2008 SJ219 | 30 set 2008 | La Sagra         | Mallorca Obs.         | —         | MPC                           |
| 274532     | 2008 SD220 | 30 set 2008 | La Sagra         | Mallorca Obs.         | —         | MPC                           |
| 274533     | 2008 SJ228 | 28 set 2008 | Mount Lemmon     | Mount Lemmon Survey   | Brangane  | MPC                           |
| 274534     | 2008 SN229 | 28 set 2008 | Mount Lemmon     | Mount Lemmon Survey   | —         | MPC                           |
| 274535     | 2008 SA236 | 29 set 2008 | Dauban           | F. Kugel              | —         | MPC                           |
| 274536     | 2008 SD236 | 29 set 2008 | Kitt Peak        | Spacewatch            | —         | MPC                           |
| 274537     | 2008 SO236 | 29 set 2008 | Kitt Peak        | Spacewatch            | —         | MPC                           |
| 274538     | 2008 SR236 | 29 set 2008 | Kitt Peak        | Spacewatch            | —         | MPC                           |
| 274539     | 2008 SR237 | 29 set 2008 | Catalina         | CSS                   | —         | MPC                           |
| 274540     | 2008 SU239 | 29 set 2008 | Kitt Peak        | Spacewatch            | —         | MPC                           |
| 274541     | 2008 SL246 | 30 set 2008 | La Sagra         | Mallorca Obs.         | —         | MPC                           |
| 274542     | 2008 SN246 | 30 set 2008 | La Sagra         | Mallorca Obs.         | —         | MPC                           |
| 274543     | 2008 SJ248 | 20 set 2008 | Kitt Peak        | Spacewatch            | Pallas    | MPC                           |
| 274544     | 2008 SD249 | 21 set 2008 | Catalina         | CSS                   | —         | MPC                           |
| 274545     | 2008 SN249 | 22 set 2008 | Kitt Peak        | Spacewatch            | —         | MPC                           |
| 274546     | 2008 SF250 | 23 set 2008 | Mount Lemmon     | Mount Lemmon Survey   | —         | MPC                           |
| 274547     | 2008 SO250 | 23 set 2008 | Kitt Peak        | Spacewatch            | —         | MPC                           |
| 274548     | 2008 SA255 | 23 set 2008 | Mount Lemmon     | Mount Lemmon Survey   | —         | MPC                           |
| 274549     | 2008 SK255 | 24 set 2008 | Mount Lemmon     | Mount Lemmon Survey   | —         | MPC                           |
| 274550     | 2008 SL255 | 24 set 2008 | Mount Lemmon     | Mount Lemmon Survey   | —         | MPC                           |
| 274551     | 2008 ST256 | 21 set 2008 | Mount Lemmon     | Mount Lemmon Survey   | —         | MPC                           |
| 274552     | 2008 SC257 | 21 set 2008 | Siding Spring    | SSS                   | Eos       | MPC                           |
| 274553     | 2008 SS257 | 22 set 2008 | Kitt Peak        | Spacewatch            | —         | MPC                           |
| 274554     | 2008 SG265 | 26 set 2008 | Kitt Peak        | Spacewatch            | —         | MPC                           |
| 274555     | 2008 SZ266 | 22 set 2008 | Kitt Peak        | Spacewatch            | —         | MPC                           |
| 274556     | 2008 SL269 | 22 set 2008 | Mount Lemmon     | Mount Lemmon Survey   | Ursula    | MPC                           |
| 274557     | 2008 SO269 | 22 set 2008 | Mount Lemmon     | Mount Lemmon Survey   | —         | MPC                           |
| 274558     | 2008 SM270 | 24 set 2008 | Kitt Peak        | Spacewatch            | —         | MPC                           |
| 274559     | 2008 SH272 | 22 set 2008 | Mount Lemmon     | Mount Lemmon Survey   | —         | MPC                           |
| 274560     | 2008 SN273 | 25 set 2008 | Mount Lemmon     | Mount Lemmon Survey   | —         | MPC                           |
| 274561     | 2008 SF276 | 23 set 2008 | Mount Lemmon     | Mount Lemmon Survey   | Themis    | MPC                           |
| 274562     | 2008 SO278 | 22 set 2008 | Mount Lemmon     | Mount Lemmon Survey   | Vesta     | MPC                           |
| 274563     | 2008 SU284 | 24 set 2008 | Kitt Peak        | Spacewatch            | Brangane  | MPC                           |
| 274564     | 2008 SG285 | 19 set 2008 | Kitt Peak        | Spacewatch            | —         | MPC                           |
| 274565     | 2008 SS288 | 24 set 2008 | Mount Lemmon     | Mount Lemmon Survey   | Brangane  | MPC                           |
| 274566     | 2008 SR291 | 24 set 2008 | Catalina         | CSS                   | Vesta     | MPC                           |
| 274567     | 2008 SX291 | 24 set 2008 | Catalina         | CSS                   | —         | MPC                           |
| 274568     | 2008 SU292 | 22 set 2008 | Catalina         | CSS                   | —         | MPC                           |
| 274569     | 2008 SE297 | 28 set 2008 | Catalina         | CSS                   | —         | MPC                           |
| 274570     | 2008 SE298 | 20 set 2008 | Kitt Peak        | Spacewatch            | —         | MPC                           |
| 274571     | 2008 SZ298 | 22 set 2008 | Socorro          | LINEAR                | —         | MPC                           |
| 274572     | 2008 SD299 | 22 set 2008 | Socorro          | LINEAR                | —         | MPC                           |
| 274573     | 2008 SR302 | 24 set 2008 | Socorro          | LINEAR                | —         | MPC                           |
| 274574     | 2008 SX303 | 24 set 2008 | Kitt Peak        | Spacewatch            | Brangane  | MPC                           |
| 274575     | 2008 SD304 | 24 set 2008 | Mount Lemmon     | Mount Lemmon Survey   | —         | MPC                           |
| 274576     | 2008 SU306 | 29 set 2008 | Mount Lemmon     | Mount Lemmon Survey   | —         | MPC                           |
| 274577     | 2008 SJ307 | 29 set 2008 | Socorro          | LINEAR                | Brangane  | MPC                           |
| 274578     | 2008 SN308 | 30 set 2008 | Socorro          | LINEAR                | —         | MPC                           |
| 274579     | 2008 SB309 | 22 set 2008 | Socorro          | LINEAR                | —         | MPC                           |
| 274580     | 2008 TU    | 1 out 2008  | Hibiscus         | S. F. Hönig, N. Teamo | Brangane  | MPC                           |
| 274581     | 2008 TZ4   | 1 out 2008  | La Sagra         | Mallorca Obs.         | —         | MPC                           |
| 274582     | 2008 TC6   | 3 out 2008  | La Sagra         | Mallorca Obs.         | —         | MPC                           |
| 274583     | 2008 TF7   | 3 out 2008  | La Sagra         | Mallorca Obs.         | —         | MPC                           |
| 274584     | 2008 TN7   | 3 out 2008  | La Sagra         | Mallorca Obs.         | —         | MPC                           |
| 274585     | 2008 TQ7   | 3 out 2008  | La Sagra         | Mallorca Obs.         | —         | MPC                           |
| 274586     | 2008 TW7   | 4 out 2008  | La Sagra         | Mallorca Obs.         | —         | MPC                           |
| 274587     | 2008 TC8   | 4 out 2008  | La Sagra         | Mallorca Obs.         | —         | MPC                           |
| 274588     | 2008 TY10  | 9 out 2008  | Catalina         | CSS                   | —         | MPC                           |
| 274589     | 2008 TX11  | 1 out 2008  | Mount Lemmon     | Mount Lemmon Survey   | —         | MPC                           |
| 274590     | 2008 TN18  | 1 out 2008  | Mount Lemmon     | Mount Lemmon Survey   | —         | MPC                           |
| 274591     | 2008 TE26  | 9 out 2008  | Kachina          | J. Hobart             | —         | MPC                           |
| 274592     | 2008 TR27  | 1 out 2008  | La Sagra         | Mallorca Obs.         | —         | MPC                           |
| 274593     | 2008 TU28  | 1 out 2008  | Catalina         | CSS                   | —         | MPC                           |
| 274594     | 2008 TF29  | 1 out 2008  | Mount Lemmon     | Mount Lemmon Survey   | Themis    | MPC                           |
| 274595     | 2008 TV29  | 1 out 2008  | Mount Lemmon     | Mount Lemmon Survey   | —         | MPC                           |
| 274596     | 2008 TY29  | 1 out 2008  | Mount Lemmon     | Mount Lemmon Survey   | Ursula    | MPC                           |
| 274597     | 2008 TO30  | 1 out 2008  | Kitt Peak        | Spacewatch            | —         | MPC                           |
| 274598     | 2008 TE33  | 16 abr 2001 | Kitt Peak        | Spacewatch            | —         | MPC                           |
| 274599     | 2008 TR34  | 1 out 2008  | Mount Lemmon     | Mount Lemmon Survey   | —         | MPC                           |
| 274600     | 2008 TF35  | 1 out 2008  | Mount Lemmon     | Mount Lemmon Survey   | —         | MPC                           |

## 274601–274700
| Designação | Designação | Descoberta  | Descoberta       | Descobridor(es)     | Categoria | Mais informações / Referência |
| Permanente | Provisória | Data        | Local            | Descobridor(es)     | Categoria | Mais informações / Referência |
| ---------- | ---------- | ----------- | ---------------- | ------------------- | --------- | ----------------------------- |
| 274601     | 2008 TV36  | 1 out 2008  | Catalina         | CSS                 | —         | MPC                           |
| 274602     | 2008 TS37  | 1 out 2008  | Mount Lemmon     | Mount Lemmon Survey | —         | MPC                           |
| 274603     | 2008 TD43  | 1 out 2008  | Mount Lemmon     | Mount Lemmon Survey | —         | MPC                           |
| 274604     | 2008 TV45  | 1 out 2008  | Kitt Peak        | Spacewatch          | Brangane  | MPC                           |
| 274605     | 2008 TG47  | 1 out 2008  | Kitt Peak        | Spacewatch          | —         | MPC                           |
| 274606     | 2008 TO48  | 2 out 2008  | Kitt Peak        | Spacewatch          | —         | MPC                           |
| 274607     | 2008 TD49  | 2 out 2008  | Kitt Peak        | Spacewatch          | —         | MPC                           |
| 274608     | 2008 TO54  | 2 out 2008  | Kitt Peak        | Spacewatch          | Brangane  | MPC                           |
| 274609     | 2008 TE55  | 2 out 2008  | Kitt Peak        | Spacewatch          | Ursula    | MPC                           |
| 274610     | 2008 TS56  | 2 out 2008  | Kitt Peak        | Spacewatch          | —         | MPC                           |
| 274611     | 2008 TM57  | 2 out 2008  | Kitt Peak        | Spacewatch          | —         | MPC                           |
| 274612     | 2008 TH58  | 2 out 2008  | Kitt Peak        | Spacewatch          | —         | MPC                           |
| 274613     | 2008 TJ59  | 2 out 2008  | Kitt Peak        | Spacewatch          | Brangane  | MPC                           |
| 274614     | 2008 TK59  | 2 out 2008  | Kitt Peak        | Spacewatch          | —         | MPC                           |
| 274615     | 2008 TM59  | 2 out 2008  | Kitt Peak        | Spacewatch          | —         | MPC                           |
| 274616     | 2008 TN60  | 2 out 2008  | Mount Lemmon     | Mount Lemmon Survey | —         | MPC                           |
| 274617     | 2008 TN62  | 2 out 2008  | Kitt Peak        | Spacewatch          | —         | MPC                           |
| 274618     | 2008 TJ63  | 2 out 2008  | Kitt Peak        | Spacewatch          | —         | MPC                           |
| 274619     | 2008 TQ63  | 2 out 2008  | Kitt Peak        | Spacewatch          | —         | MPC                           |
| 274620     | 2008 TN66  | 2 out 2008  | Kitt Peak        | Spacewatch          | —         | MPC                           |
| 274621     | 2008 TH68  | 2 out 2008  | Kitt Peak        | Spacewatch          | —         | MPC                           |
| 274622     | 2008 TJ72  | 2 out 2008  | Mount Lemmon     | Mount Lemmon Survey | —         | MPC                           |
| 274623     | 2008 TG74  | 2 out 2008  | Kitt Peak        | Spacewatch          | —         | MPC                           |
| 274624     | 2008 TP74  | 2 out 2008  | Kitt Peak        | Spacewatch          | —         | MPC                           |
| 274625     | 2008 TP75  | 2 out 2008  | Kitt Peak        | Spacewatch          | —         | MPC                           |
| 274626     | 2008 TD77  | 2 out 2008  | Mount Lemmon     | Mount Lemmon Survey | —         | MPC                           |
| 274627     | 2008 TE82  | 2 out 2008  | Mount Lemmon     | Mount Lemmon Survey | —         | MPC                           |
| 274628     | 2008 TP82  | 3 out 2008  | La Sagra         | Mallorca Obs.       | —         | MPC                           |
| 274629     | 2008 TL84  | 3 out 2008  | Kitt Peak        | Spacewatch          | —         | MPC                           |
| 274630     | 2008 TE86  | 3 out 2008  | Mount Lemmon     | Mount Lemmon Survey | —         | MPC                           |
| 274631     | 2008 TV86  | 3 out 2008  | Kitt Peak        | Spacewatch          | —         | MPC                           |
| 274632     | 2008 TO87  | 3 out 2008  | Kitt Peak        | Spacewatch          | —         | MPC                           |
| 274633     | 2008 TF88  | 3 out 2008  | Kitt Peak        | Spacewatch          | —         | MPC                           |
| 274634     | 2008 TM88  | 3 out 2008  | Kitt Peak        | Spacewatch          | Vesta     | MPC                           |
| 274635     | 2008 TU93  | 5 out 2008  | La Sagra         | Mallorca Obs.       | —         | MPC                           |
| 274636     | 2008 TA101 | 6 out 2008  | Kitt Peak        | Spacewatch          | —         | MPC                           |
| 274637     | 2008 TZ106 | 6 out 2008  | Mount Lemmon     | Mount Lemmon Survey | —         | MPC                           |
| 274638     | 2008 TN111 | 6 out 2008  | Catalina         | CSS                 | —         | MPC                           |
| 274639     | 2008 TQ111 | 6 out 2008  | Catalina         | CSS                 | —         | MPC                           |
| 274640     | 2008 TY112 | 6 out 2008  | Kitt Peak        | Spacewatch          | —         | MPC                           |
| 274641     | 2008 TD116 | 6 out 2008  | Catalina         | CSS                 | —         | MPC                           |
| 274642     | 2008 TD118 | 6 out 2008  | Kitt Peak        | Spacewatch          | —         | MPC                           |
| 274643     | 2008 TT120 | 7 out 2008  | Mount Lemmon     | Mount Lemmon Survey | —         | MPC                           |
| 274644     | 2008 TC125 | 8 out 2008  | Mount Lemmon     | Mount Lemmon Survey | —         | MPC                           |
| 274645     | 2008 TQ130 | 8 out 2008  | Mount Lemmon     | Mount Lemmon Survey | Ursula    | MPC                           |
| 274646     | 2008 TK133 | 8 out 2008  | Mount Lemmon     | Mount Lemmon Survey | —         | MPC                           |
| 274647     | 2008 TN135 | 8 out 2008  | Kitt Peak        | Spacewatch          | —         | MPC                           |
| 274648     | 2008 TK140 | 9 out 2008  | Kitt Peak        | Spacewatch          | —         | MPC                           |
| 274649     | 2008 TR141 | 9 out 2008  | Mount Lemmon     | Mount Lemmon Survey | —         | MPC                           |
| 274650     | 2008 TU142 | 9 out 2008  | Mount Lemmon     | Mount Lemmon Survey | —         | MPC                           |
| 274651     | 2008 TF149 | 9 out 2008  | Mount Lemmon     | Mount Lemmon Survey | Vesta     | MPC                           |
| 274652     | 2008 TB151 | 9 out 2008  | Mount Lemmon     | Mount Lemmon Survey | —         | MPC                           |
| 274653     | 2008 TH151 | 9 out 2008  | Mount Lemmon     | Mount Lemmon Survey | —         | MPC                           |
| 274654     | 2008 TJ151 | 9 out 2008  | Mount Lemmon     | Mount Lemmon Survey | —         | MPC                           |
| 274655     | 2008 TL151 | 9 out 2008  | Mount Lemmon     | Mount Lemmon Survey | —         | MPC                           |
| 274656     | 2008 TO151 | 9 out 2008  | Mount Lemmon     | Mount Lemmon Survey | —         | MPC                           |
| 274657     | 2008 TK152 | 9 out 2008  | Mount Lemmon     | Mount Lemmon Survey | —         | MPC                           |
| 274658     | 2008 TY156 | 2 out 2008  | Kitt Peak        | Spacewatch          | Pallas    | MPC                           |
| 274659     | 2008 TV157 | 4 out 2008  | Catalina         | CSS                 | —         | MPC                           |
| 274660     | 2008 TL165 | 2 out 2008  | Mount Lemmon     | Mount Lemmon Survey | Brangane  | MPC                           |
| 274661     | 2008 TT168 | 3 out 2008  | Mount Lemmon     | Mount Lemmon Survey | —         | MPC                           |
| 274662     | 2008 TU168 | 3 out 2008  | Mount Lemmon     | Mount Lemmon Survey | Brangane  | MPC                           |
| 274663     | 2008 TY170 | 9 out 2008  | Mount Lemmon     | Mount Lemmon Survey | —         | MPC                           |
| 274664     | 2008 TC171 | 9 out 2008  | Catalina         | CSS                 | —         | MPC                           |
| 274665     | 2008 TA172 | 8 out 2008  | Catalina         | CSS                 | —         | MPC                           |
| 274666     | 2008 TG174 | 2 out 2008  | Kitt Peak        | Spacewatch          | Vesta     | MPC                           |
| 274667     | 2008 TP175 | 9 out 2008  | Kitt Peak        | Spacewatch          | —         | MPC                           |
| 274668     | 2008 TG177 | 1 out 2008  | Catalina         | CSS                 | —         | MPC                           |
| 274669     | 2008 TH177 | 1 out 2008  | Catalina         | CSS                 | —         | MPC                           |
| 274670     | 2008 TL177 | 9 out 2008  | Catalina         | CSS                 | —         | MPC                           |
| 274671     | 2008 TG182 | 1 out 2008  | Catalina         | CSS                 | —         | MPC                           |
| 274672     | 2008 TX185 | 7 out 2008  | Kitt Peak        | Spacewatch          | —         | MPC                           |
| 274673     | 2008 TA186 | 7 out 2008  | Goodricke-Pigott | R. A. Tucker        | —         | MPC                           |
| 274674     | 2008 TR187 | 8 out 2008  | Catalina         | CSS                 | —         | MPC                           |
| 274675     | 2008 UZ7   | 17 out 2008 | Kitt Peak        | Spacewatch          | Vesta     | MPC                           |
| 274676     | 2008 UA8   | 17 out 2008 | Kitt Peak        | Spacewatch          | —         | MPC                           |
| 274677     | 2008 UP8   | 17 out 2008 | Kitt Peak        | Spacewatch          | Brangane  | MPC                           |
| 274678     | 2008 UD11  | 17 out 2008 | Kitt Peak        | Spacewatch          | —         | MPC                           |
| 274679     | 2008 UO11  | 17 out 2008 | Kitt Peak        | Spacewatch          | Juno      | MPC                           |
| 274680     | 2008 UL12  | 17 out 2008 | Kitt Peak        | Spacewatch          | Vesta     | MPC                           |
| 274681     | 2008 UD14  | 17 out 2008 | Kitt Peak        | Spacewatch          | —         | MPC                           |
| 274682     | 2008 US14  | 18 out 2008 | Kitt Peak        | Spacewatch          | —         | MPC                           |
| 274683     | 2008 UA20  | 19 out 2008 | Kitt Peak        | Spacewatch          | —         | MPC                           |
| 274684     | 2008 UX24  | 20 out 2008 | Mount Lemmon     | Mount Lemmon Survey | —         | MPC                           |
| 274685     | 2008 UZ28  | 20 out 2008 | Kitt Peak        | Spacewatch          | —         | MPC                           |
| 274686     | 2008 UZ29  | 20 out 2008 | Kitt Peak        | Spacewatch          | Brangane  | MPC                           |
| 274687     | 2008 UG32  | 20 out 2008 | Kitt Peak        | Spacewatch          | Ursula    | MPC                           |
| 274688     | 2008 UB45  | 20 out 2008 | Mount Lemmon     | Mount Lemmon Survey | —         | MPC                           |
| 274689     | 2008 UH48  | 20 out 2008 | Mount Lemmon     | Mount Lemmon Survey | —         | MPC                           |
| 274690     | 2008 UV48  | 20 out 2008 | Kitt Peak        | Spacewatch          | —         | MPC                           |
| 274691     | 2008 UA50  | 20 out 2008 | Mount Lemmon     | Mount Lemmon Survey | —         | MPC                           |
| 274692     | 2008 UB50  | 20 out 2008 | Mount Lemmon     | Mount Lemmon Survey | —         | MPC                           |
| 274693     | 2008 UD52  | 20 out 2008 | Mount Lemmon     | Mount Lemmon Survey | —         | MPC                           |
| 274694     | 2008 UZ52  | 20 out 2008 | Mount Lemmon     | Mount Lemmon Survey | —         | MPC                           |
| 274695     | 2008 UA56  | 21 out 2008 | Kitt Peak        | Spacewatch          | —         | MPC                           |
| 274696     | 2008 UG56  | 21 out 2008 | Kitt Peak        | Spacewatch          | —         | MPC                           |
| 274697     | 2008 US59  | 21 out 2008 | Mount Lemmon     | Mount Lemmon Survey | —         | MPC                           |
| 274698     | 2008 UV59  | 21 out 2008 | Kitt Peak        | Spacewatch          | Brangane  | MPC                           |
| 274699     | 2008 UZ61  | 21 out 2008 | Kitt Peak        | Spacewatch          | —         | MPC                           |
| 274700     | 2008 UD76  | 21 out 2008 | Kitt Peak        | Spacewatch          | Brangane  | MPC                           |

## 274701–274800
| Designação | Designação | Descoberta  | Descoberta      | Descobridor(es)     | Categoria | Mais informações / Referência |
| Permanente | Provisória | Data        | Local           | Descobridor(es)     | Categoria | Mais informações / Referência |
| ---------- | ---------- | ----------- | --------------- | ------------------- | --------- | ----------------------------- |
| 274701     | 2008 UO79  | 22 out 2008 | Kitt Peak       | Spacewatch          | Brangane  | MPC                           |
| 274702     | 2008 UM83  | 22 out 2008 | Mount Lemmon    | Mount Lemmon Survey | Eos       | MPC                           |
| 274703     | 2008 UC84  | 23 out 2008 | Kitt Peak       | Spacewatch          | —         | MPC                           |
| 274704     | 2008 UH87  | 23 out 2008 | Kitt Peak       | Spacewatch          | —         | MPC                           |
| 274705     | 2008 UH91  | 27 out 2008 | Hibiscus        | J.-C. Pelle         | —         | MPC                           |
| 274706     | 2008 UB96  | 24 out 2008 | Socorro         | LINEAR              | —         | MPC                           |
| 274707     | 2008 UG100 | 27 out 2008 | Bisei SG Center | BATTeRS             | —         | MPC                           |
| 274708     | 2008 UG101 | 20 out 2008 | Kitt Peak       | Spacewatch          | —         | MPC                           |
| 274709     | 2008 UW101 | 20 out 2008 | Kitt Peak       | Spacewatch          | —         | MPC                           |
| 274710     | 2008 UE107 | 21 out 2008 | Kitt Peak       | Spacewatch          | —         | MPC                           |
| 274711     | 2008 UH107 | 21 out 2008 | Kitt Peak       | Spacewatch          | —         | MPC                           |
| 274712     | 2008 UB112 | 22 out 2008 | Kitt Peak       | Spacewatch          | Brangane  | MPC                           |
| 274713     | 2008 UO116 | 22 out 2008 | Kitt Peak       | Spacewatch          | —         | MPC                           |
| 274714     | 2008 UZ125 | 22 out 2008 | Kitt Peak       | Spacewatch          | Brangane  | MPC                           |
| 274715     | 2008 UQ129 | 23 out 2008 | Kitt Peak       | Spacewatch          | —         | MPC                           |
| 274716     | 2008 UD138 | 23 out 2008 | Kitt Peak       | Spacewatch          | —         | MPC                           |
| 274717     | 2008 UD140 | 23 out 2008 | Kitt Peak       | Spacewatch          | Ursula    | MPC                           |
| 274718     | 2008 UF142 | 23 out 2008 | Kitt Peak       | Spacewatch          | —         | MPC                           |
| 274719     | 2008 UN142 | 23 out 2008 | Kitt Peak       | Spacewatch          | —         | MPC                           |
| 274720     | 2008 UJ145 | 23 out 2008 | Kitt Peak       | Spacewatch          | —         | MPC                           |
| 274721     | 2008 UH155 | 23 out 2008 | Mount Lemmon    | Mount Lemmon Survey | —         | MPC                           |
| 274722     | 2008 UC163 | 24 out 2008 | Kitt Peak       | Spacewatch          | Flora     | MPC                           |
| 274723     | 2008 UN168 | 24 out 2008 | Kitt Peak       | Spacewatch          | Ursula    | MPC                           |
| 274724     | 2008 UG173 | 24 out 2008 | Kitt Peak       | Spacewatch          | —         | MPC                           |
| 274725     | 2008 US173 | 24 out 2008 | Catalina        | CSS                 | —         | MPC                           |
| 274726     | 2008 UG174 | 24 out 2008 | Kitt Peak       | Spacewatch          | —         | MPC                           |
| 274727     | 2008 UW182 | 24 out 2008 | Mount Lemmon    | Mount Lemmon Survey | —         | MPC                           |
| 274728     | 2008 UQ183 | 24 out 2008 | Mount Lemmon    | Mount Lemmon Survey | —         | MPC                           |
| 274729     | 2008 UK188 | 24 out 2008 | Kitt Peak       | Spacewatch          | —         | MPC                           |
| 274730     | 2008 UE189 | 25 out 2008 | Mount Lemmon    | Mount Lemmon Survey | —         | MPC                           |
| 274731     | 2008 US189 | 25 out 2008 | Mount Lemmon    | Mount Lemmon Survey | —         | MPC                           |
| 274732     | 2008 UG191 | 25 out 2008 | Mount Lemmon    | Mount Lemmon Survey | —         | MPC                           |
| 274733     | 2008 UP193 | 25 out 2008 | Mount Lemmon    | Mount Lemmon Survey | —         | MPC                           |
| 274734     | 2008 UZ195 | 26 out 2008 | Siding Spring   | SSS                 | —         | MPC                           |
| 274735     | 2008 UF201 | 28 out 2008 | Socorro         | LINEAR              | —         | MPC                           |
| 274736     | 2008 UZ203 | 28 out 2008 | Socorro         | LINEAR              | —         | MPC                           |
| 274737     | 2008 UB205 | 24 out 2008 | Siding Spring   | SSS                 | —         | MPC                           |
| 274738     | 2008 UJ206 | 22 out 2008 | Mount Lemmon    | Mount Lemmon Survey | —         | MPC                           |
| 274739     | 2008 UB207 | 23 out 2008 | Kitt Peak       | Spacewatch          | —         | MPC                           |
| 274740     | 2008 UH211 | 23 out 2008 | Kitt Peak       | Spacewatch          | —         | MPC                           |
| 274741     | 2008 UN218 | 25 out 2008 | Kitt Peak       | Spacewatch          | —         | MPC                           |
| 274742     | 2008 UT218 | 25 out 2008 | Kitt Peak       | Spacewatch          | Brangane  | MPC                           |
| 274743     | 2008 UN221 | 25 out 2008 | Kitt Peak       | Spacewatch          | —         | MPC                           |
| 274744     | 2008 UU233 | 26 out 2008 | Mount Lemmon    | Mount Lemmon Survey | —         | MPC                           |
| 274745     | 2008 UB249 | 27 out 2008 | Kitt Peak       | Spacewatch          | —         | MPC                           |
| 274746     | 2008 UF265 | 28 out 2008 | Kitt Peak       | Spacewatch          | Ursula    | MPC                           |
| 274747     | 2008 UK267 | 28 out 2008 | Mount Lemmon    | Mount Lemmon Survey | —         | MPC                           |
| 274748     | 2008 UV268 | 28 out 2008 | Kitt Peak       | Spacewatch          | —         | MPC                           |
| 274749     | 2008 UO270 | 28 out 2008 | Catalina        | CSS                 | —         | MPC                           |
| 274750     | 2008 UT273 | 28 out 2008 | Kitt Peak       | Spacewatch          | Juno      | MPC                           |
| 274751     | 2008 UT275 | 28 out 2008 | Mount Lemmon    | Mount Lemmon Survey | —         | MPC                           |
| 274752     | 2008 UX275 | 28 out 2008 | Mount Lemmon    | Mount Lemmon Survey | —         | MPC                           |
| 274753     | 2008 UD277 | 28 out 2008 | Mount Lemmon    | Mount Lemmon Survey | —         | MPC                           |
| 274754     | 2008 UC278 | 28 out 2008 | Mount Lemmon    | Mount Lemmon Survey | Brangane  | MPC                           |
| 274755     | 2008 UK278 | 28 out 2008 | Mount Lemmon    | Mount Lemmon Survey | —         | MPC                           |
| 274756     | 2008 UH279 | 28 out 2008 | Mount Lemmon    | Mount Lemmon Survey | —         | MPC                           |
| 274757     | 2008 UG281 | 28 out 2008 | Mount Lemmon    | Mount Lemmon Survey | —         | MPC                           |
| 274758     | 2008 UV285 | 28 out 2008 | Mount Lemmon    | Mount Lemmon Survey | —         | MPC                           |
| 274759     | 2008 UH288 | 28 out 2008 | Mount Lemmon    | Mount Lemmon Survey | —         | MPC                           |
| 274760     | 2008 UN290 | 28 out 2008 | Kitt Peak       | Spacewatch          | —         | MPC                           |
| 274761     | 2008 UN296 | 29 out 2008 | Kitt Peak       | Spacewatch          | —         | MPC                           |
| 274762     | 2008 UG301 | 29 out 2008 | Mount Lemmon    | Mount Lemmon Survey | —         | MPC                           |
| 274763     | 2008 UR302 | 29 out 2008 | Kitt Peak       | Spacewatch          | Juno      | MPC                           |
| 274764     | 2008 UT306 | 30 out 2008 | Catalina        | CSS                 | —         | MPC                           |
| 274765     | 2008 US319 | 31 out 2008 | Mount Lemmon    | Mount Lemmon Survey | —         | MPC                           |
| 274766     | 2008 UU329 | 31 out 2008 | Kitt Peak       | Spacewatch          | —         | MPC                           |
| 274767     | 2008 UW330 | 31 out 2008 | Kitt Peak       | Spacewatch          | Ursula    | MPC                           |
| 274768     | 2008 US336 | 23 out 2008 | Kitt Peak       | Spacewatch          | —         | MPC                           |
| 274769     | 2008 UX340 | 24 out 2008 | Catalina        | CSS                 | —         | MPC                           |
| 274770     | 2008 US343 | 23 out 2008 | Kitt Peak       | Spacewatch          | —         | MPC                           |
| 274771     | 2008 UR345 | 27 out 2008 | Mount Lemmon    | Mount Lemmon Survey | Ursula    | MPC                           |
| 274772     | 2008 UW346 | 21 out 2008 | Mount Lemmon    | Mount Lemmon Survey | —         | MPC                           |
| 274773     | 2008 UV348 | 26 out 2008 | Kitt Peak       | Spacewatch          | Vesta     | MPC                           |
| 274774     | 2008 UB361 | 25 out 2008 | Catalina        | CSS                 | —         | MPC                           |
| 274775     | 2008 UH361 | 26 out 2008 | Siding Spring   | SSS                 | Phocaea   | MPC                           |
| 274776     | 2008 UC363 | 26 out 2008 | Catalina        | CSS                 | —         | MPC                           |
| 274777     | 2008 VA3   | 3 nov 2008  | Socorro         | LINEAR              | —         | MPC                           |
| 274778     | 2008 VE3   | 3 nov 2008  | Socorro         | LINEAR              | Brangane  | MPC                           |
| 274779     | 2008 VY5   | 1 nov 2008  | Mount Lemmon    | Mount Lemmon Survey | —         | MPC                           |
| 274780     | 2008 VQ23  | 1 nov 2008  | Kitt Peak       | Spacewatch          | —         | MPC                           |
| 274781     | 2008 VS27  | 2 nov 2008  | Kitt Peak       | Spacewatch          | Ursula    | MPC                           |
| 274782     | 2008 VS50  | 4 nov 2008  | Catalina        | CSS                 | —         | MPC                           |
| 274783     | 2008 VK57  | 6 nov 2008  | Mount Lemmon    | Mount Lemmon Survey | —         | MPC                           |
| 274784     | 2008 VR57  | 6 nov 2008  | Mount Lemmon    | Mount Lemmon Survey | —         | MPC                           |
| 274785     | 2008 VC59  | 7 nov 2008  | Mount Lemmon    | Mount Lemmon Survey | —         | MPC                           |
| 274786     | 2008 VT75  | 2 nov 2008  | Catalina        | CSS                 | —         | MPC                           |
| 274787     | 2008 WS    | 17 nov 2008 | Kitt Peak       | Spacewatch          | Brangane  | MPC                           |
| 274788     | 2008 WD2   | 18 nov 2008 | Socorro         | LINEAR              | —         | MPC                           |
| 274789     | 2008 WN9   | 17 nov 2008 | Kitt Peak       | Spacewatch          | —         | MPC                           |
| 274790     | 2008 WS12  | 17 nov 2008 | Catalina        | CSS                 | —         | MPC                           |
| 274791     | 2008 WJ15  | 17 nov 2008 | Kitt Peak       | Spacewatch          | —         | MPC                           |
| 274792     | 2008 WF19  | 17 nov 2008 | Kitt Peak       | Spacewatch          | —         | MPC                           |
| 274793     | 2008 WG38  | 17 nov 2008 | Kitt Peak       | Spacewatch          | —         | MPC                           |
| 274794     | 2008 WR49  | 18 nov 2008 | Catalina        | CSS                 | —         | MPC                           |
| 274795     | 2008 WZ51  | 19 nov 2008 | Kitt Peak       | Spacewatch          | —         | MPC                           |
| 274796     | 2008 WB58  | 20 nov 2008 | Mount Lemmon    | Mount Lemmon Survey | —         | MPC                           |
| 274797     | 2008 WW63  | 24 nov 2008 | Calvin-Rehoboth | L. A. Molnar        | —         | MPC                           |
| 274798     | 2008 WJ66  | 18 nov 2008 | Catalina        | CSS                 | —         | MPC                           |
| 274799     | 2008 WO71  | 31 jan 2006 | Kitt Peak       | Spacewatch          | —         | MPC                           |
| 274800     | 2008 WP71  | 9 out 1999  | Kitt Peak       | Spacewatch          | —         | MPC                           |

## 274801–274900
| Designação              | Designação | Descoberta  | Descoberta       | Descobridor(es)      | Categoria | Mais informações / Referência |
| Permanente              | Provisória | Data        | Local            | Descobridor(es)      | Categoria | Mais informações / Referência |
| ----------------------- | ---------- | ----------- | ---------------- | -------------------- | --------- | ----------------------------- |
| 274801                  | 2008 WR99  | 24 nov 2008 | Mount Lemmon     | Mount Lemmon Survey  | —         | MPC                           |
| 274802                  | 2008 WS101 | 30 nov 2008 | Socorro          | LINEAR               | —         | MPC                           |
| 274803                  | 2008 WT113 | 30 nov 2008 | Kitt Peak        | Spacewatch           | —         | MPC                           |
| 274804                  | 2008 WV127 | 20 nov 2008 | Bisei SG Center  | BATTeRS              | —         | MPC                           |
| 274805                  | 2008 WE129 | 18 nov 2008 | Kitt Peak        | Spacewatch           | —         | MPC                           |
| 274806                  | 2008 XR7   | 1 dez 2008  | Kitt Peak        | Spacewatch           | —         | MPC                           |
| 274807                  | 2008 XU13  | 3 dez 2008  | Mount Lemmon     | Mount Lemmon Survey  | —         | MPC                           |
| 274808                  | 2008 XC31  | 2 dez 2008  | Kitt Peak        | Spacewatch           | —         | MPC                           |
| 274809                  | 2008 XQ32  | 2 dez 2008  | Kitt Peak        | Spacewatch           | —         | MPC                           |
| 274810 Fedáksári        | 2008 YP25  | 27 dez 2008 | Piszkéstető      | K. Sárneczky         | Pallas    | MPC                           |
| 274811                  | 2008 YH126 | 30 dez 2008 | Kitt Peak        | Spacewatch           | —         | MPC                           |
| 274812                  | 2009 BP6   | 18 jan 2009 | Socorro          | LINEAR               | —         | MPC                           |
| 274813                  | 2009 BM42  | 16 jan 2009 | Kitt Peak        | Spacewatch           | —         | MPC                           |
| 274814                  | 2009 JB16  | 14 mai 2009 | Kitt Peak        | Spacewatch           | —         | MPC                           |
| 274815                  | 2009 KS8   | 25 mai 2009 | Hibiscus         | N. Teamo             | —         | MPC                           |
| 274816                  | 2009 KR18  | 27 mai 2009 | Mount Lemmon     | Mount Lemmon Survey  | —         | MPC                           |
| 274817                  | 2009 NC1   | 15 jul 2009 | La Sagra         | Mallorca Obs.        | —         | MPC                           |
| 274818                  | 2009 NX1   | 12 jul 2009 | Kitt Peak        | Spacewatch           | Mitidika  | MPC                           |
| 274819                  | 2009 OR    | 16 jan 1997 | Kitt Peak        | Spacewatch           | Juno      | MPC                           |
| 274820                  | 2009 OQ2   | 19 jul 2009 | La Sagra         | Mallorca Obs.        | —         | MPC                           |
| 274821                  | 2009 OW2   | 21 jul 2009 | Plana            | F. Fratev            | Mitidika  | MPC                           |
| 274822                  | 2009 OJ8   | 28 jul 2009 | Tiki             | N. Teamo             | —         | MPC                           |
| 274823                  | 2009 OY19  | 30 jul 2009 | Skylive          | F. Tozzi             | —         | MPC                           |
| 274824                  | 2009 PV1   | 14 ago 2009 | Marly            | P. Kocher            | —         | MPC                           |
| 274825                  | 2009 PY8   | 15 ago 2009 | Catalina         | CSS                  | —         | MPC                           |
| 274826                  | 2009 PX10  | 15 ago 2009 | Socorro          | LINEAR               | —         | MPC                           |
| 274827                  | 2009 PR11  | 15 ago 2009 | Kitt Peak        | Spacewatch           | —         | MPC                           |
| 274828                  | 2009 PD12  | 15 ago 2009 | Catalina         | CSS                  | —         | MPC                           |
| 274829                  | 2009 PT14  | 15 ago 2009 | Kitt Peak        | Spacewatch           | —         | MPC                           |
| 274830                  | 2009 PK18  | 15 ago 2009 | Kitt Peak        | Spacewatch           | —         | MPC                           |
| 274831                  | 2009 PO18  | 15 ago 2009 | Kitt Peak        | Spacewatch           | —         | MPC                           |
| 274832                  | 2009 QN1   | 16 ago 2009 | La Sagra         | Mallorca Obs.        | —         | MPC                           |
| 274833                  | 2009 QQ1   | 16 ago 2009 | Skylive          | F. Tozzi             | —         | MPC                           |
| 274834                  | 2009 QR9   | 20 ago 2009 | Socorro          | LINEAR               | —         | MPC                           |
| 274835                  | 2009 QC11  | 22 ago 2009 | Tzec Maun        | E. Schwab            | —         | MPC                           |
| 274836                  | 2009 QT14  | 16 ago 2009 | Kitt Peak        | Spacewatch           | —         | MPC                           |
| 274837                  | 2009 QR16  | 16 ago 2009 | Kitt Peak        | Spacewatch           | —         | MPC                           |
| 274838                  | 2009 QL21  | 19 ago 2009 | La Sagra         | Mallorca Obs.        | —         | MPC                           |
| 274839                  | 2009 QD22  | 20 ago 2009 | La Sagra         | Mallorca Obs.        | —         | MPC                           |
| 274840                  | 2009 QO23  | 16 ago 2009 | La Sagra         | Mallorca Obs.        | —         | MPC                           |
| 274841                  | 2009 QQ23  | 16 ago 2009 | La Sagra         | Mallorca Obs.        | —         | MPC                           |
| 274842                  | 2009 QB28  | 19 ago 2009 | Kitt Peak        | Spacewatch           | Phocaea   | MPC                           |
| 274843 Mykhailopetrenko | 2009 QF30  | 24 ago 2009 | Andrushivka      | Andrushivka Obs.     | —         | MPC                           |
| 274844                  | 2009 QW32  | 27 ago 2009 | Catalina         | CSS                  | Juno      | MPC                           |
| 274845                  | 2009 QB38  | 31 ago 2009 | Bergisch Gladbac | W. Bickel            | Ursula    | MPC                           |
| 274846                  | 2009 QO38  | 30 ago 2009 | Taunus           | S. Karge, R. Kling   | —         | MPC                           |
| 274847                  | 2009 QW38  | 29 ago 2009 | Taunus           | S. Karge, R. Kling   | Brangane  | MPC                           |
| 274848                  | 2009 QL41  | 20 ago 2009 | Kitt Peak        | Spacewatch           | —         | MPC                           |
| 274849                  | 2009 QO41  | 20 ago 2009 | La Sagra         | Mallorca Obs.        | —         | MPC                           |
| 274850                  | 2009 QF48  | 28 ago 2009 | La Sagra         | Mallorca Obs.        | —         | MPC                           |
| 274851                  | 2009 QH48  | 26 ago 2009 | Catalina         | CSS                  | —         | MPC                           |
| 274852                  | 2009 QB50  | 28 ago 2009 | Kitt Peak        | Spacewatch           | —         | MPC                           |
| 274853                  | 2009 QH62  | 29 ago 2009 | La Sagra         | Mallorca Obs.        | —         | MPC                           |
| 274854                  | 2009 QL63  | 17 ago 2009 | Catalina         | CSS                  | —         | MPC                           |
| 274855                  | 2009 RB4   | 14 set 2009 | Socorro          | LINEAR               | —         | MPC                           |
| 274856 Rosendosalvado   | 2009 RQ5   | 13 set 2009 | ESA OGS          | M. Busch, R. Kresken | —         | MPC                           |
| 274857                  | 2009 RU11  | 12 set 2009 | Kitt Peak        | Spacewatch           | Ursula    | MPC                           |
| 274858                  | 2009 RC15  | 12 set 2009 | Kitt Peak        | Spacewatch           | —         | MPC                           |
| 274859                  | 2009 RN25  | 15 set 2009 | Kitt Peak        | Spacewatch           | —         | MPC                           |
| 274860 Emilylakdawalla  | 2009 RE26  | 13 set 2009 | ESA OGS          | M. Busch, R. Kresken | Brangane  | MPC                           |
| 274861                  | 2009 RH31  | 14 set 2009 | Kitt Peak        | Spacewatch           | —         | MPC                           |
| 274862                  | 2009 RD35  | 14 set 2009 | Kitt Peak        | Spacewatch           | —         | MPC                           |
| 274863                  | 2009 RA49  | 15 set 2009 | Kitt Peak        | Spacewatch           | —         | MPC                           |
| 274864                  | 2009 RG50  | 15 set 2009 | Kitt Peak        | Spacewatch           | —         | MPC                           |
| 274865                  | 2009 RC52  | 15 set 2009 | Kitt Peak        | Spacewatch           | —         | MPC                           |
| 274866                  | 2009 RG53  | 15 set 2009 | Kitt Peak        | Spacewatch           | —         | MPC                           |
| 274867                  | 2009 RJ54  | 15 set 2009 | Kitt Peak        | Spacewatch           | —         | MPC                           |
| 274868                  | 2009 RM55  | 15 set 2009 | Kitt Peak        | Spacewatch           | —         | MPC                           |
| 274869                  | 2009 RS55  | 15 set 2009 | Kitt Peak        | Spacewatch           | —         | MPC                           |
| 274870                  | 2009 RH56  | 15 set 2009 | Kitt Peak        | Spacewatch           | Vesta     | MPC                           |
| 274871                  | 2009 RK59  | 15 set 2009 | Kitt Peak        | Spacewatch           | —         | MPC                           |
| 274872                  | 2009 RT67  | 15 set 2009 | Mount Lemmon     | Mount Lemmon Survey  | —         | MPC                           |
| 274873                  | 2009 RT70  | 12 set 2009 | Kitt Peak        | Spacewatch           | —         | MPC                           |
| 274874                  | 2009 RO71  | 15 set 2009 | Kitt Peak        | Spacewatch           | —         | MPC                           |
| 274875                  | 2009 RD72  | 15 set 2009 | Kitt Peak        | Spacewatch           | —         | MPC                           |
| 274876                  | 2009 RE74  | 15 set 2009 | Kitt Peak        | Spacewatch           | —         | MPC                           |
| 274877                  | 2009 RO75  | 15 set 2009 | Kitt Peak        | Spacewatch           | —         | MPC                           |
| 274878                  | 2009 SU12  | 16 set 2009 | Mount Lemmon     | Mount Lemmon Survey  | —         | MPC                           |
| 274879                  | 2009 SE13  | 16 set 2009 | Mount Lemmon     | Mount Lemmon Survey  | —         | MPC                           |
| 274880                  | 2009 ST14  | 18 set 2009 | Bisei SG Center  | BATTeRS              | —         | MPC                           |
| 274881                  | 2009 SE25  | 16 set 2009 | Kitt Peak        | Spacewatch           | —         | MPC                           |
| 274882                  | 2009 ST34  | 16 set 2009 | Kitt Peak        | Spacewatch           | —         | MPC                           |
| 274883                  | 2009 SG39  | 16 set 2009 | Kitt Peak        | Spacewatch           | —         | MPC                           |
| 274884                  | 2009 SK42  | 16 set 2009 | Kitt Peak        | Spacewatch           | —         | MPC                           |
| 274885                  | 2009 SP43  | 16 set 2009 | Kitt Peak        | Spacewatch           | —         | MPC                           |
| 274886                  | 2009 SH46  | 16 set 2009 | Kitt Peak        | Spacewatch           | —         | MPC                           |
| 274887                  | 2009 SN55  | 17 set 2009 | Kitt Peak        | Spacewatch           | —         | MPC                           |
| 274888                  | 2009 SB58  | 17 set 2009 | Kitt Peak        | Spacewatch           | —         | MPC                           |
| 274889                  | 2009 SR60  | 17 set 2009 | Kitt Peak        | Spacewatch           | —         | MPC                           |
| 274890                  | 2009 SV62  | 17 set 2009 | Mount Lemmon     | Mount Lemmon Survey  | —         | MPC                           |
| 274891                  | 2009 SN66  | 17 set 2009 | Kitt Peak        | Spacewatch           | —         | MPC                           |
| 274892                  | 2009 SX66  | 17 set 2009 | Kitt Peak        | Spacewatch           | —         | MPC                           |
| 274893                  | 2009 SA74  | 17 set 2009 | Kitt Peak        | Spacewatch           | —         | MPC                           |
| 274894                  | 2009 SL74  | 17 set 2009 | Kitt Peak        | Spacewatch           | —         | MPC                           |
| 274895                  | 2009 SQ77  | 17 set 2009 | Mount Lemmon     | Mount Lemmon Survey  | —         | MPC                           |
| 274896                  | 2009 SW80  | 18 set 2009 | Mount Lemmon     | Mount Lemmon Survey  | —         | MPC                           |
| 274897                  | 2009 SF81  | 18 set 2009 | Mount Lemmon     | Mount Lemmon Survey  | —         | MPC                           |
| 274898                  | 2009 SN86  | 18 set 2009 | Kitt Peak        | Spacewatch           | —         | MPC                           |
| 274899                  | 2009 SV87  | 18 set 2009 | Kitt Peak        | Spacewatch           | —         | MPC                           |
| 274900                  | 2009 SJ91  | 18 set 2009 | Kitt Peak        | Spacewatch           | —         | MPC                           |

## 274901–275000
| Designação    | Designação | Descoberta  | Descoberta       | Descobridor(es)            | Categoria | Mais informações / Referência |
| Permanente    | Provisória | Data        | Local            | Descobridor(es)            | Categoria | Mais informações / Referência |
| ------------- | ---------- | ----------- | ---------------- | -------------------------- | --------- | ----------------------------- |
| 274901        | 2009 SB96  | 19 set 2009 | Kitt Peak        | Spacewatch                 | —         | MPC                           |
| 274902        | 2009 SU102 | 24 set 2009 | Mayhill          | A. Lowe                    | —         | MPC                           |
| 274903        | 2009 SK106 | 16 set 2009 | Mount Lemmon     | Mount Lemmon Survey        | —         | MPC                           |
| 274904        | 2009 SL107 | 16 set 2009 | Kitt Peak        | Spacewatch                 | —         | MPC                           |
| 274905        | 2009 SR110 | 17 set 2009 | Kitt Peak        | Spacewatch                 | Vesta     | MPC                           |
| 274906        | 2009 SR111 | 18 set 2009 | Kitt Peak        | Spacewatch                 | —         | MPC                           |
| 274907        | 2009 SP118 | 18 set 2009 | Kitt Peak        | Spacewatch                 | Themis    | MPC                           |
| 274908        | 2009 SU128 | 18 set 2009 | Kitt Peak        | Spacewatch                 | Mitidika  | MPC                           |
| 274909        | 2009 SD134 | 18 set 2009 | Kitt Peak        | Spacewatch                 | —         | MPC                           |
| 274910        | 2009 SP136 | 18 set 2009 | Kitt Peak        | Spacewatch                 | —         | MPC                           |
| 274911        | 2009 ST136 | 18 set 2009 | Kitt Peak        | Spacewatch                 | —         | MPC                           |
| 274912        | 2009 SL138 | 18 set 2009 | Kitt Peak        | Spacewatch                 | —         | MPC                           |
| 274913        | 2009 SZ138 | 18 set 2009 | Mount Lemmon     | Mount Lemmon Survey        | —         | MPC                           |
| 274914        | 2009 SB139 | 18 set 2009 | Mount Lemmon     | Mount Lemmon Survey        | Phocaea   | MPC                           |
| 274915        | 2009 SO142 | 19 set 2009 | Kitt Peak        | Spacewatch                 | —         | MPC                           |
| 274916        | 2009 SH146 | 19 set 2009 | Mount Lemmon     | Mount Lemmon Survey        | —         | MPC                           |
| 274917        | 2009 SW149 | 20 set 2009 | Kitt Peak        | Spacewatch                 | —         | MPC                           |
| 274918        | 2009 SU150 | 20 set 2009 | Kitt Peak        | Spacewatch                 | —         | MPC                           |
| 274919        | 2009 SX153 | 20 set 2009 | Kitt Peak        | Spacewatch                 | —         | MPC                           |
| 274920        | 2009 SS154 | 20 set 2009 | Kitt Peak        | Spacewatch                 | —         | MPC                           |
| 274921        | 2009 SM156 | 20 set 2009 | Kitt Peak        | Spacewatch                 | —         | MPC                           |
| 274922        | 2009 SH158 | 20 set 2009 | Kitt Peak        | Spacewatch                 | —         | MPC                           |
| 274923        | 2009 SC161 | 21 set 2009 | La Sagra         | Mallorca Obs.              | —         | MPC                           |
| 274924        | 2009 SM161 | 21 set 2009 | Catalina         | CSS                        | —         | MPC                           |
| 274925        | 2009 SY164 | 21 set 2009 | Kitt Peak        | Spacewatch                 | Phocaea   | MPC                           |
| 274926        | 2009 SU168 | 22 set 2009 | Bergisch Gladbac | W. Bickel                  | —         | MPC                           |
| 274927        | 2009 SC169 | 24 set 2009 | Mount Lemmon     | Mount Lemmon Survey        | —         | MPC                           |
| 274928        | 2009 SU170 | 26 set 2009 | Taunus           | R. Kling, U. Zimmer        | —         | MPC                           |
| 274929        | 2009 SF171 | 23 set 2009 | Mount Lemmon     | Mount Lemmon Survey        | —         | MPC                           |
| 274930        | 2009 SH185 | 21 set 2009 | Kitt Peak        | Spacewatch                 | —         | MPC                           |
| 274931        | 2009 SD197 | 22 set 2009 | Kitt Peak        | Spacewatch                 | —         | MPC                           |
| 274932        | 2009 SN201 | 22 set 2009 | Kitt Peak        | Spacewatch                 | —         | MPC                           |
| 274933        | 2009 SP202 | 22 set 2009 | Kitt Peak        | Spacewatch                 | Ursula    | MPC                           |
| 274934        | 2009 SA203 | 22 set 2009 | Kitt Peak        | Spacewatch                 | —         | MPC                           |
| 274935        | 2009 ST205 | 22 set 2009 | Kitt Peak        | Spacewatch                 | —         | MPC                           |
| 274936        | 2009 SS206 | 23 set 2009 | Kitt Peak        | Spacewatch                 | —         | MPC                           |
| 274937        | 2009 SU212 | 23 set 2009 | Kitt Peak        | Spacewatch                 | —         | MPC                           |
| 274938        | 2009 SG219 | 24 set 2009 | Mount Lemmon     | Mount Lemmon Survey        | —         | MPC                           |
| 274939        | 2009 SK222 | 25 set 2009 | Mount Lemmon     | Mount Lemmon Survey        | —         | MPC                           |
| 274940        | 2009 SS233 | 21 set 2009 | Mount Lemmon     | Mount Lemmon Survey        | —         | MPC                           |
| 274941        | 2009 SG235 | 19 set 2009 | Mount Lemmon     | Mount Lemmon Survey        | —         | MPC                           |
| 274942        | 2009 SY236 | 14 mar 2007 | Mount Lemmon     | Mount Lemmon Survey        | —         | MPC                           |
| 274943        | 2009 SZ238 | 16 set 2009 | Catalina         | CSS                        | —         | MPC                           |
| 274944        | 2009 SF244 | 17 set 2009 | Kitt Peak        | Spacewatch                 | —         | MPC                           |
| 274945        | 2009 SJ261 | 22 set 2009 | Kitt Peak        | Spacewatch                 | —         | MPC                           |
| 274946        | 2009 SE263 | 23 set 2009 | Mount Lemmon     | Mount Lemmon Survey        | —         | MPC                           |
| 274947        | 2009 SD267 | 23 set 2009 | Mount Lemmon     | Mount Lemmon Survey        | —         | MPC                           |
| 274948        | 2009 SV273 | 25 set 2009 | Kitt Peak        | Spacewatch                 | —         | MPC                           |
| 274949        | 2009 SO277 | 25 set 2009 | Kitt Peak        | Spacewatch                 | —         | MPC                           |
| 274950        | 2009 SH278 | 25 set 2009 | Kitt Peak        | Spacewatch                 | —         | MPC                           |
| 274951        | 2009 ST278 | 25 set 2009 | Kitt Peak        | Spacewatch                 | —         | MPC                           |
| 274952        | 2009 SM283 | 25 set 2009 | Kitt Peak        | Spacewatch                 | —         | MPC                           |
| 274953        | 2009 SY291 | 26 set 2009 | Kitt Peak        | Spacewatch                 | —         | MPC                           |
| 274954        | 2009 SJ295 | 27 set 2009 | Mount Lemmon     | Mount Lemmon Survey        | —         | MPC                           |
| 274955        | 2009 SR299 | 29 set 2009 | Mount Lemmon     | Mount Lemmon Survey        | —         | MPC                           |
| 274956        | 2009 SV299 | 17 set 2009 | Mount Lemmon     | Mount Lemmon Survey        | —         | MPC                           |
| 274957        | 2009 SP300 | 16 set 2009 | Kitt Peak        | Spacewatch                 | —         | MPC                           |
| 274958        | 2009 SH302 | 16 set 2009 | Mount Lemmon     | Mount Lemmon Survey        | Ursula    | MPC                           |
| 274959        | 2009 SS304 | 17 set 2009 | Kitt Peak        | Spacewatch                 | Mitidika  | MPC                           |
| 274960        | 2009 SD320 | 20 set 2009 | Mount Lemmon     | Mount Lemmon Survey        | Brangane  | MPC                           |
| 274961        | 2009 SV326 | 17 set 2009 | Mount Lemmon     | Mount Lemmon Survey        | —         | MPC                           |
| 274962        | 2009 SM327 | 25 set 2009 | Catalina         | CSS                        | Pallas    | MPC                           |
| 274963        | 2009 SF329 | 16 set 2009 | Mount Lemmon     | Mount Lemmon Survey        | —         | MPC                           |
| 274964        | 2009 SE331 | 19 set 2009 | Catalina         | CSS                        | —         | MPC                           |
| 274965        | 2009 SL333 | 27 set 2009 | Mount Lemmon     | Mount Lemmon Survey        | —         | MPC                           |
| 274966        | 2009 SV333 | 17 set 2009 | Kitt Peak        | Spacewatch                 | —         | MPC                           |
| 274967        | 2009 SG342 | 16 set 2009 | Kitt Peak        | Spacewatch                 | —         | MPC                           |
| 274968        | 2009 SS342 | 16 set 2009 | Kitt Peak        | Spacewatch                 | —         | MPC                           |
| 274969        | 2009 SJ346 | 24 set 2009 | Kitt Peak        | Spacewatch                 | —         | MPC                           |
| 274970        | 2009 SK347 | 28 set 2009 | Mount Lemmon     | Mount Lemmon Survey        | Vesta     | MPC                           |
| 274971        | 2009 SU347 | 16 set 2009 | Kitt Peak        | Spacewatch                 | Themis    | MPC                           |
| 274972        | 2009 SO348 | 22 set 2009 | Mount Lemmon     | Mount Lemmon Survey        | —         | MPC                           |
| 274973        | 2009 SP348 | 18 set 2009 | Catalina         | CSS                        | —         | MPC                           |
| 274974        | 2009 SH351 | 29 set 2009 | Mount Lemmon     | Mount Lemmon Survey        | —         | MPC                           |
| 274975        | 2009 SE353 | 16 set 2009 | Kitt Peak        | Spacewatch                 | —         | MPC                           |
| 274976        | 2009 SR355 | 7 abr 2003  | Kitt Peak        | Spacewatch                 | Vesta     | MPC                           |
| 274977        | 2009 SH356 | 16 set 2009 | Kitt Peak        | Spacewatch                 | —         | MPC                           |
| 274978        | 2009 SH360 | 27 set 2009 | Mount Lemmon     | Mount Lemmon Survey        | —         | MPC                           |
| 274979        | 2009 SP360 | 29 set 2009 | Mount Lemmon     | Mount Lemmon Survey        | —         | MPC                           |
| 274980        | 2009 SL362 | 21 set 2009 | Mount Lemmon     | Mount Lemmon Survey        | —         | MPC                           |
| 274981 Petrsu | 2009 TV2   | 12 out 2009 | Tzec Maun        | A. Novichonok, D. Chestnov | Themis    | MPC                           |
| 274982        | 2009 TO3   | 11 out 2009 | La Sagra         | Mallorca Obs.              | —         | MPC                           |
| 274983        | 2009 TH4   | 13 out 2009 | Mayhill          | A. Lowe                    | —         | MPC                           |
| 274984        | 2009 TD5   | 11 out 2009 | La Sagra         | Mallorca Obs.              | —         | MPC                           |
| 274985        | 2009 TW5   | 11 out 2009 | La Sagra         | Mallorca Obs.              | —         | MPC                           |
| 274986        | 2009 TY6   | 12 out 2009 | La Sagra         | Mallorca Obs.              | —         | MPC                           |
| 274987        | 2009 TB7   | 12 out 2009 | La Sagra         | Mallorca Obs.              | —         | MPC                           |
| 274988        | 2009 TG9   | 13 out 2009 | La Sagra         | Mallorca Obs.              | Vesta     | MPC                           |
| 274989        | 2009 TS11  | 14 out 2009 | Bergisch Gladbac | W. Bickel                  | —         | MPC                           |
| 274990        | 2009 TO14  | 12 out 2009 | La Sagra         | Mallorca Obs.              | —         | MPC                           |
| 274991        | 2009 TQ14  | 12 out 2009 | La Sagra         | Mallorca Obs.              | —         | MPC                           |
| 274992        | 2009 TE15  | 13 out 2009 | Socorro          | LINEAR                     | —         | MPC                           |
| 274993        | 2009 TB17  | 14 out 2009 | La Sagra         | Mallorca Obs.              | Brangane  | MPC                           |
| 274994        | 2009 TM21  | 12 out 2009 | La Sagra         | Mallorca Obs.              | —         | MPC                           |
| 274995        | 2009 TB23  | 14 out 2009 | La Sagra         | Mallorca Obs.              | —         | MPC                           |
| 274996        | 2009 TC23  | 14 out 2009 | La Sagra         | Mallorca Obs.              | —         | MPC                           |
| 274997        | 2009 TG25  | 14 out 2009 | Catalina         | CSS                        | Mitidika  | MPC                           |
| 274998        | 2009 TA26  | 14 out 2009 | Purple Mountain  | PMO NEO                    | —         | MPC                           |
| 274999        | 2009 TE27  | 14 out 2009 | La Sagra         | Mallorca Obs.              | —         | MPC                           |
| 275000        | 2009 TV29  | 15 out 2009 | Mount Lemmon     | Mount Lemmon Survey        | —         | MPC                           |